# 26. März
Der 26. März ist der 85. Tag des gregorianischen Kalenders (der 86. in Schaltjahren), somit bleiben 280 Tage bis zum Jahresende.

## Ereignisse

### Politik und Weltgeschehen
- 1027: Papst Johannes XIX. krönt Konrad II. und seine Gattin Gisela von Schwaben in Rom zu Kaiser und Kaiserin des Heiligen Römischen Reichs.
- 1077: Der am 15. März in Forchheim zum Gegenkönig Heinrichs IV. gewählte Rudolf von Rheinfelden wird in Mainz gesalbt, was bei der heinrichtreuen Mainzer Bürgerschaft auf wenig Gegenliebe stößt.

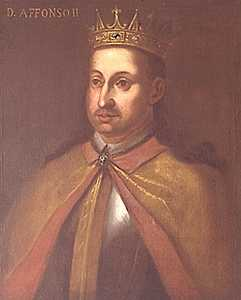
1211: Alfons II. von Portugal

- 1211: Nach dem Tode seines Vaters Sancho I. besteigt Alfons II. als dritter Burgunderherrscher den portugiesischen Thron.
- 1226: In der Goldbulle von Rimini bestätigt der deutsche Kaiser Friedrich II. dem Deutschen Orden die Herrschaft über das Kulmerland östlich der unteren Weichsel.
- 1348: Mit der Grundsteinlegung für die Stadtmauer durch Karl IV. beginnt der Bau der Prager Neustadt, der jüngsten und größten der mittelalterlichen Städte, die heute die historische Innenstadt Prags bildet.
- 1351: Während des Bretonischen Erbfolgekriegs wird das Turnier der Dreißig ausgetragen. Nach dem Tod von neun Rittern der Montfort-Fraktion im Turnierwettkampf werden die Ritter der Châtillon-Fraktion zu Siegern erklärt.
- 1635: Spanisch-habsburgische Truppen erobern im Dreißigjährigen Krieg das von Frankreich gehaltene Trier und nehmen den franzosenfreundlichen Kurfürsten Philipp Christoph von Sötern gefangen.
- 1862: Am ersten Tag der drei Tage dauernden Schlacht am Glorieta-Pass im New-Mexico-Feldzug des Amerikanischen Bürgerkriegs überwältigen Unionstruppen vorgerückte Truppenteile der konföderierten Armee.

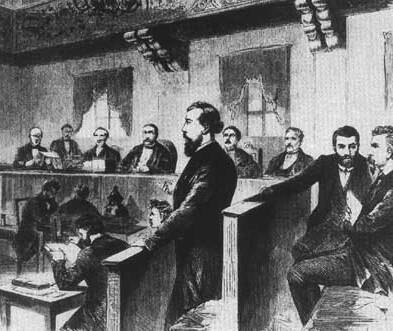
1872: Leipziger Hochverratsprozess

- 1872: Nach einer politisch gefärbten Verhandlung werden August Bebel und Wilhelm Liebknecht im Leipziger Hochverratsprozess von den Geschworenen wegen Hochverrats für schuldig befunden, weil sie im Jahr 1870 in der Reichstagsdebatte über die Gewährung weiterer Gelder für den Deutsch-Französischen Krieg einen Friedensvorschlag vorgetragen haben. Das Gericht verhängt daraufhin zwei Jahre Festungshaft.
- 1873: Nachdem Großbritannien den Niederlanden vertraglich die Oberhoheit über Niederländisch-Indien zugesichert hat, erklären diese dem Sultan von Aceh auf Sumatra den Krieg.

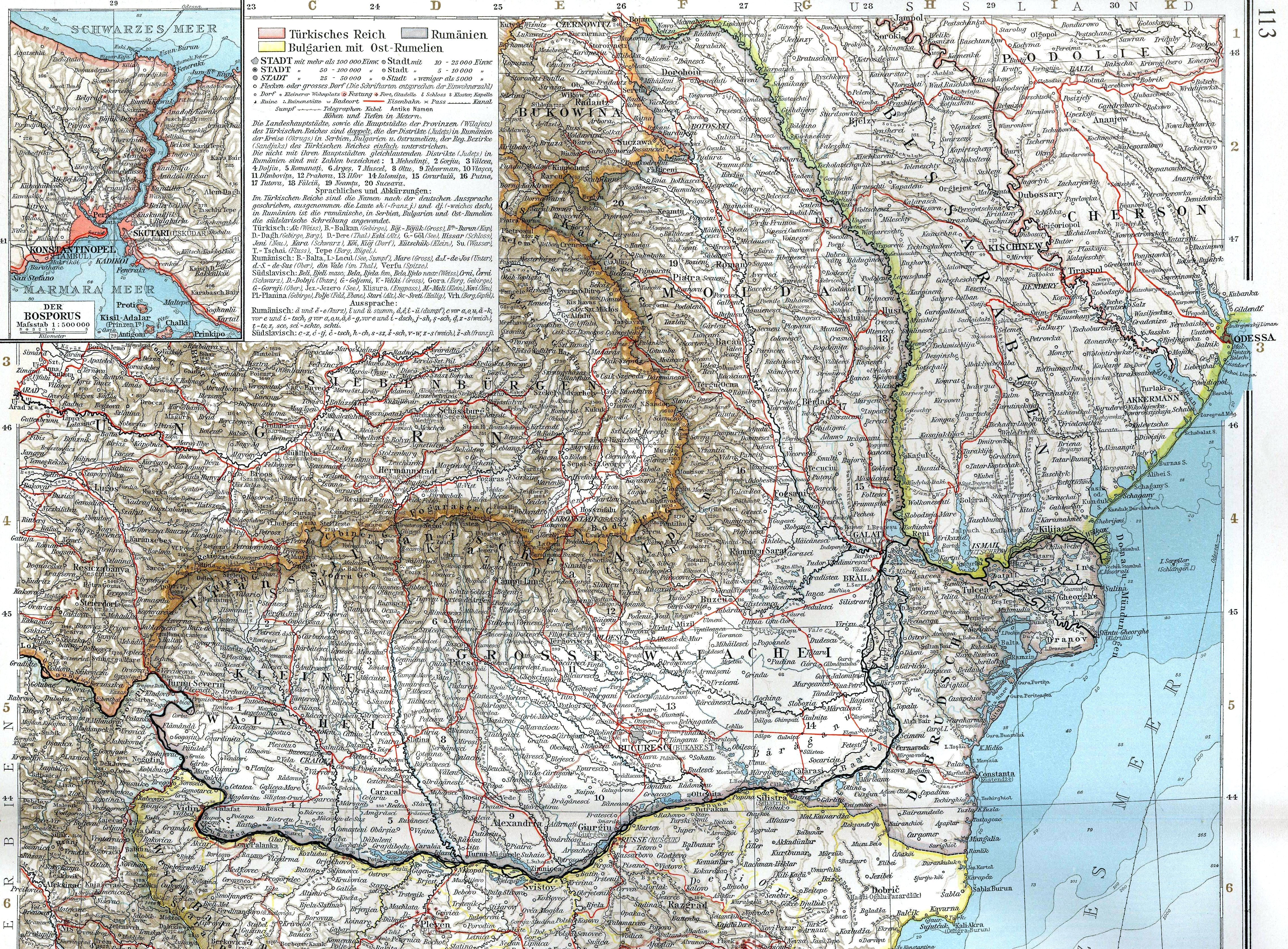
1881: Königreich Rumänien

- 1881: Das 1878 unabhängig gewordene Fürstentum Rumänien proklamiert sich zum Königreich. Carol I., seit 1866 Herrscher des Landes, wird erster König.
- 1885: Bei einem Verhandlungsversuch zwischen einer kanadischen Abordnung unter Leif Newry Fitzroy Crozier und französischstämmigen Métis, die in den Nordwest-Territorien eine „Provisorische Regierung von Saskatchewan“ gegründet haben, werden zwei Métis-Verhandler von Mounties erschossen. Es kommt bei Duck Lake zu einem Scharmützel, bei dem die Kanadier zurückgeschlagen werden. Damit beginnt die Nordwest-Rebellion unter Louis Riel.
- 1941: 32 Tage nach ihrer Einnahme Mogadischus marschieren Teile der 11. afrikanischen Division während des Ostafrikafeldzugs in die von den italienischen Verbänden geräumte Stadt Harar im Äthiopischen Hochland ein. Ihr Vorstoß über eine Distanz von rund 1600 km ist zu diesem Zeitpunkt der schnellste der Militärgeschichte.

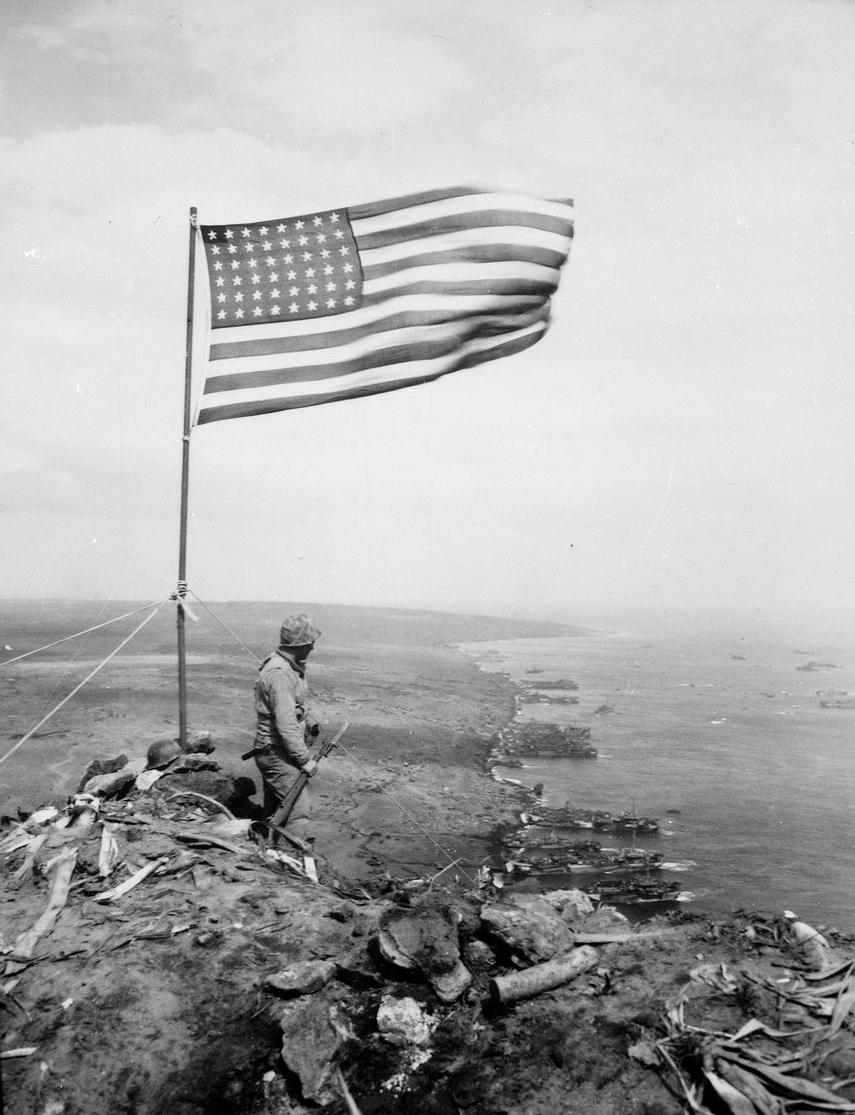
1945: Iwojima

- 1945: Die USA erklären die Vulkaninsel Iwojima, auf der sie am 19. Februar im Kampf gegen japanische Einheiten gelandet sind, für sicher. Damit endet die Schlacht um Iwojima, eine der blutigsten Schlachten des Pazifikkrieges.
- 1970: Die Botschafter der vier Besatzungsmächte beginnen in Berlin mit Verhandlungen für ein Berlin-Abkommen, das den künftigen Status der Stadt klären soll. Die Berlin-Frage soll den Entspannungsprozess zwischen Ost und West nicht stören.

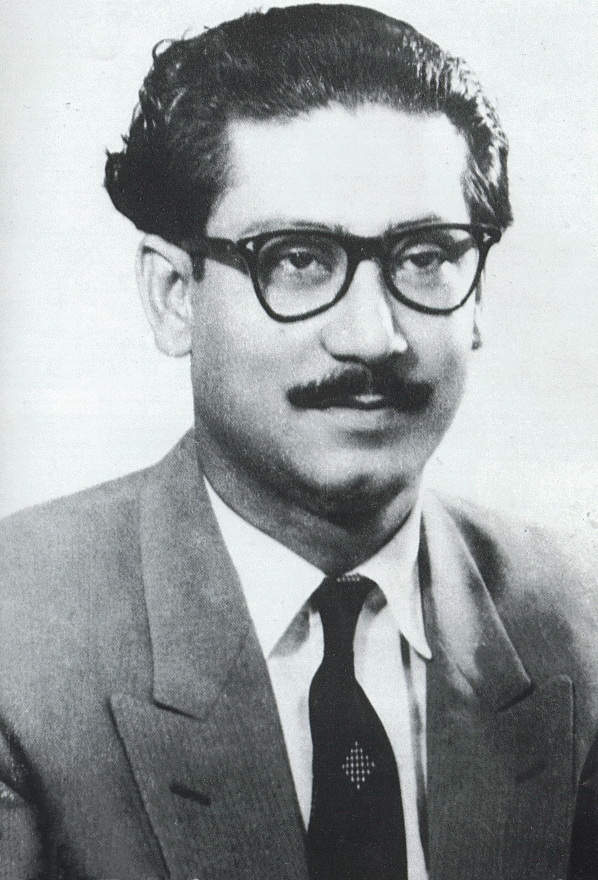
1971: Mujibur Rahman

- 1971: Einen Tag nach dem Abbruch der Verhandlungen zwischen West- und Ostpakistan über eine Regierungsbildung nehmen westpakistanische Einheiten unter Oberbefehlshaber Yahya Khan den Führer der ostpakistanischen Awami-Liga, Mujibur Rahman, fest. Damit beginnen die Kampfhandlungen im Bangladesch-Krieg, die Liga erklärt als Reaktion unter dem Namen Bangladesch die Unabhängigkeit Ostpakistans von Pakistan.
- 1975: Die am 16. Dezember 1971 von der Generalversammlung der Vereinten Nationen beschlossene Konvention über das Verbot der Entwicklung, Herstellung und Lagerung bakteriologischer (biologischer) Waffen und Toxinwaffen sowie über die Vernichtung solcher Waffen (Biowaffenkonvention) tritt in Kraft.
- 1975: Österreich erkennt als erstes westliches Land die Staatsbürgerschaft der DDR vertraglich an.

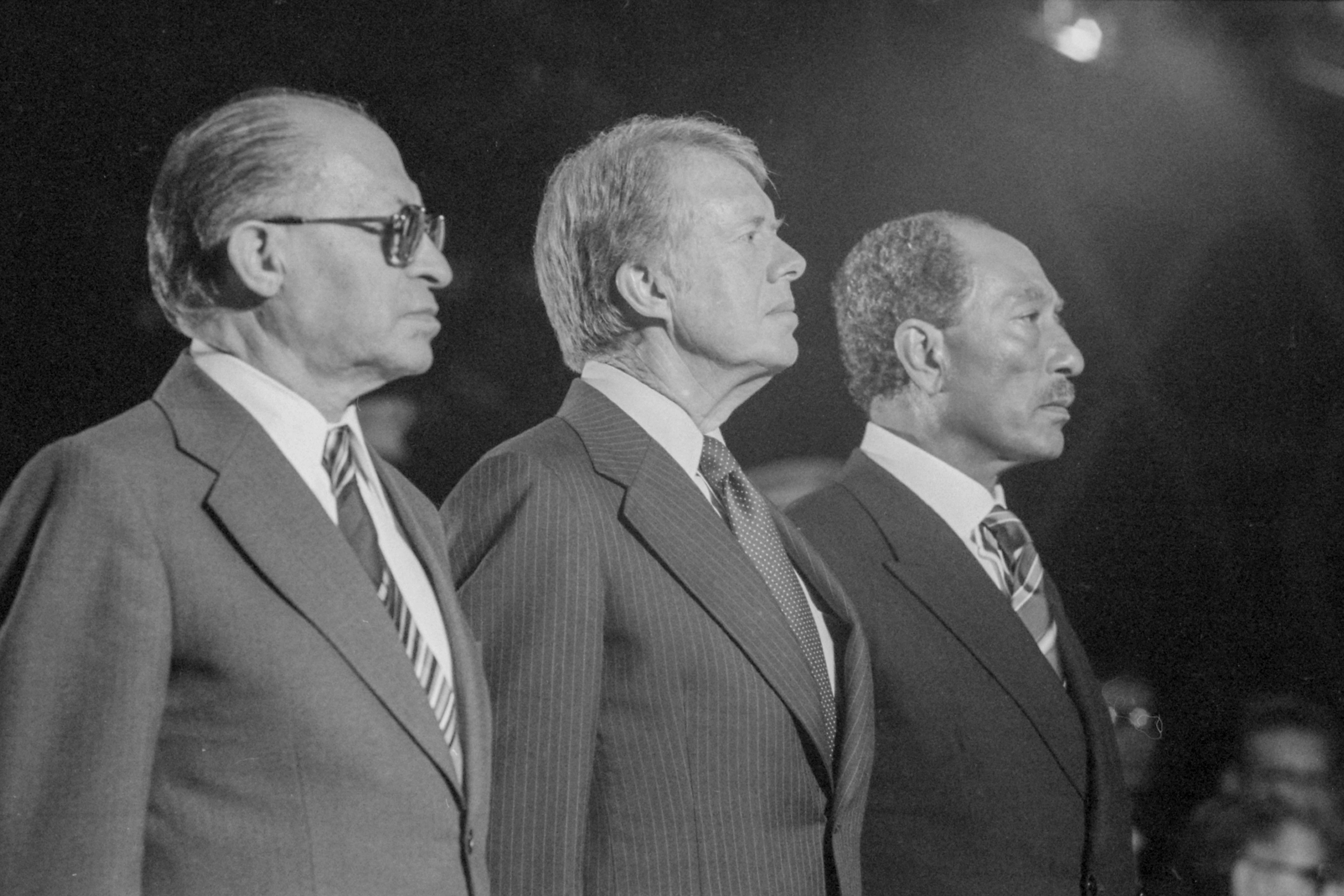
1979: Begin, Carter und Sadat (1978)

- 1979: Menachem Begin und Anwar as-Sadat unterzeichnen in Washington D. C. den israelisch-ägyptischen Friedensvertrag. Damit wird der seit 1948 währende Kriegszustand zwischen beiden Staaten beendet. Ägypten erkennt als erster arabischer Staat Israel an, das die besetzte Sinai-Halbinsel zurückgibt und den Suezkanal künftig benutzen darf.
- 1989: Erstmals dürfen in der Sowjetunion Bürger ihre Vertreter im Volksdeputiertenkongress frei wählen.
- 1991: Ein Militärputsch in Mali beendet die über 22-jährige Herrschaft von Staatspräsident Moussa Traoré. Oberstleutnant Amadou Toumani Touré fungiert in der Folge als Übergangspräsident bis zu demokratischen Wahlen.
- 1995: Für die ersten sieben EU-Staaten tritt das Schengener Abkommen in Kraft, nach dem die Unterzeichnerstaaten auf eine Kontrolle des Waren- und Personenverkehrs an ihren gemeinsamen Grenzen verzichten.

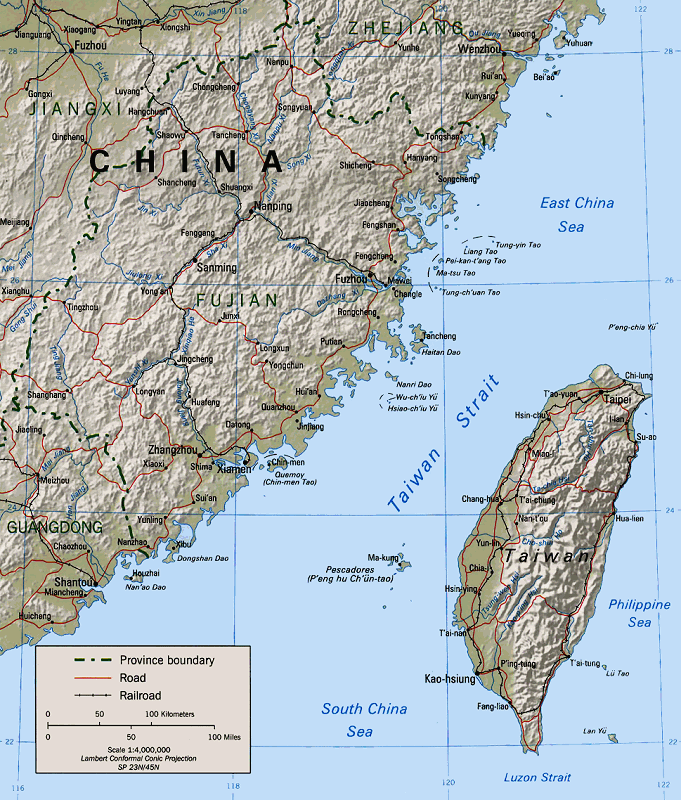
1996: Taiwan-Straße

- 1996: Zwei Tage nach den Wahlen in Taiwan beendet die Volksrepublik China ihre Militärmanöver in der Taiwan-Straße, die der Einschüchterung dienen sollten, um die Wahl des offen separatistischen Lee Teng-hui zum Staatspräsidenten zu verhindern.
- 1997: In der Sandline-Affäre um einen Kontrakt des Staates mit dem Militärdienstleister Sandline International im Konflikt um Bougainville erklärt Papua-Neuguineas Premier Julius Chan seinen Rücktritt.
- 2000: Nachdem Sicherheitsbedenken der Partnerstaaten ausgeräumt worden sind, tritt das Schengener Abkommen auch für Griechenland in Kraft.
- 2000: Bei den russischen Präsidentschaftswahlen wird der kommissarische Amtsinhaber Wladimir Wladimirowitsch Putin schon im ersten Wahlgang mit 52,9 Prozent der Stimmen zum Präsidenten gewählt.
- 2006: Bei der Parlamentswahl in der Ukraine, der ersten nach der Orangen Revolution, gewinnt die Partei der Regionen unter Wiktor Janukowytsch mit 32 Prozent die relative Mehrheit. Der linksliberale Blok Juliji Tymoschenko der ehemaligen Ministerpräsidentin Julija Tymoschenko wird mit 22 Prozent zweitstärkste Kraft in der Werchowna Rada.

### Wirtschaft
- 1980: Zur Vermarktung der europäischen Ariane-Raketen wird mit Arianespace das weltweit erste kommerzielle Raumfahrtunternehmen gegründet.

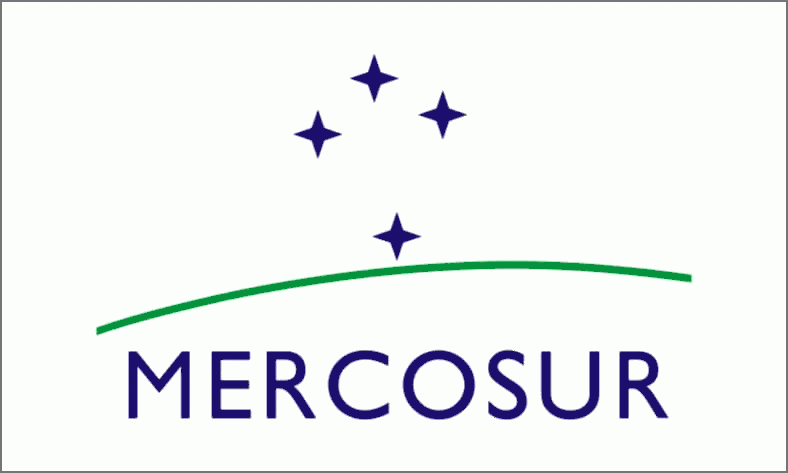
1991: Flagge des Mercosur

- 1991: Mit der Unterzeichnung des Vertrages von Asunción in Paraguay konstituiert sich das südamerikanische Wirtschaftsbündnis Mercosur zur Gründung eines Binnenmarktes.
- 1999: Der über den E-Mail-Verkehr verbreitete Computervirus Melissa blockiert Rechner von Unternehmen und richtet etwa 80 Millionen US-Dollar Schaden an. Der Urheber wird bald gefasst und später verurteilt.

### Wissenschaft und Technik
- 1636: Die Universität Utrecht wird mit einem feierlichen Akt gegründet.
- 1791: Die französische Konstituante beschließt auf Vorschlag der Académie des sciences die Einführung eines einheitlichen Längenmaßes. Das am 1. August 1793 eingeführte und Urmeter genannte Längenmaß wird als der zehnmillionste Teil eines Erdquadranten definiert.
- 1851: Einen dritten Versuch mit dem nach ihm benannten Pendel führt der Wissenschaftler Léon Foucault diesmal im Pariser Panthéon durch. Mit Hilfe eines 67 Meter herabhängenden Seils beweist er mit dem Versuch die Erdrotation.

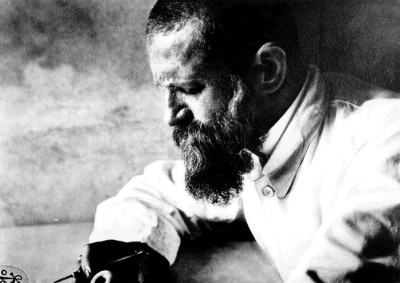
1899: Koldewey bei der Untersuchung eines Fundstücks

- 1899: Die Deutsche Orient-Gesellschaft beginnt mit Ausgrabungen in Babylon, die von dem Archäologen Robert Koldewey geleitet werden.
- 1949: In München wird die Fraunhofer-Gesellschaft zur Förderung der angewandten Forschung gegründet. Ziel der Fraunhofer-Gesellschaft ist es, anwendungsorientierte Forschung zum unmittelbaren Nutzen für Unternehmen und zum Vorteil der Gesellschaft durchzuführen.

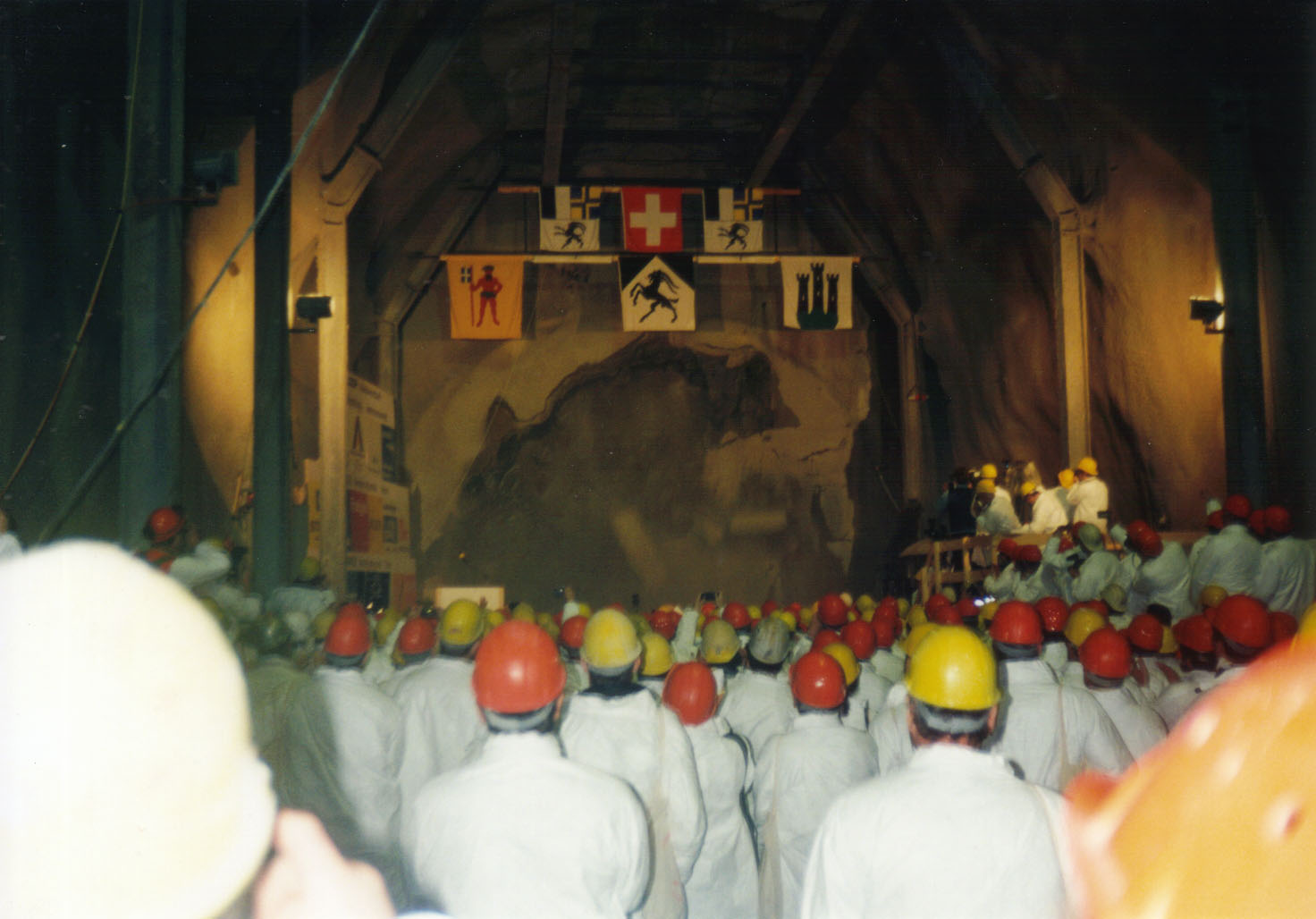
1997: Tunneldurchschlag

- 1997: Im schweizerischen Graubünden erfolgt der Durchschlag des Vereinatunnels, eines Eisenbahntunnels, der eine wintersichere Verbindung des Engadins ins Prättigau ermöglichen soll und als weltweit längster Eisenbahntunnel einer Meterspurbahn gilt.
- 2006: In Berlin wird der Tunnel Tiergarten Spreebogen für den Verkehr freigegeben.
- 2009: Das im Bau befindliche Gebäude am Ground Zero New York wird von Freedom Tower in One World Trade Center umbenannt.

### Kultur
- 1821: Die Trilogie Das goldene Vlies, das umfangreichste Werk Franz Grillparzers, wird in Wien uraufgeführt. Als Vorlagen dienen das Argonautenepos von Apollonios von Rhodos und Medea von Euripides.

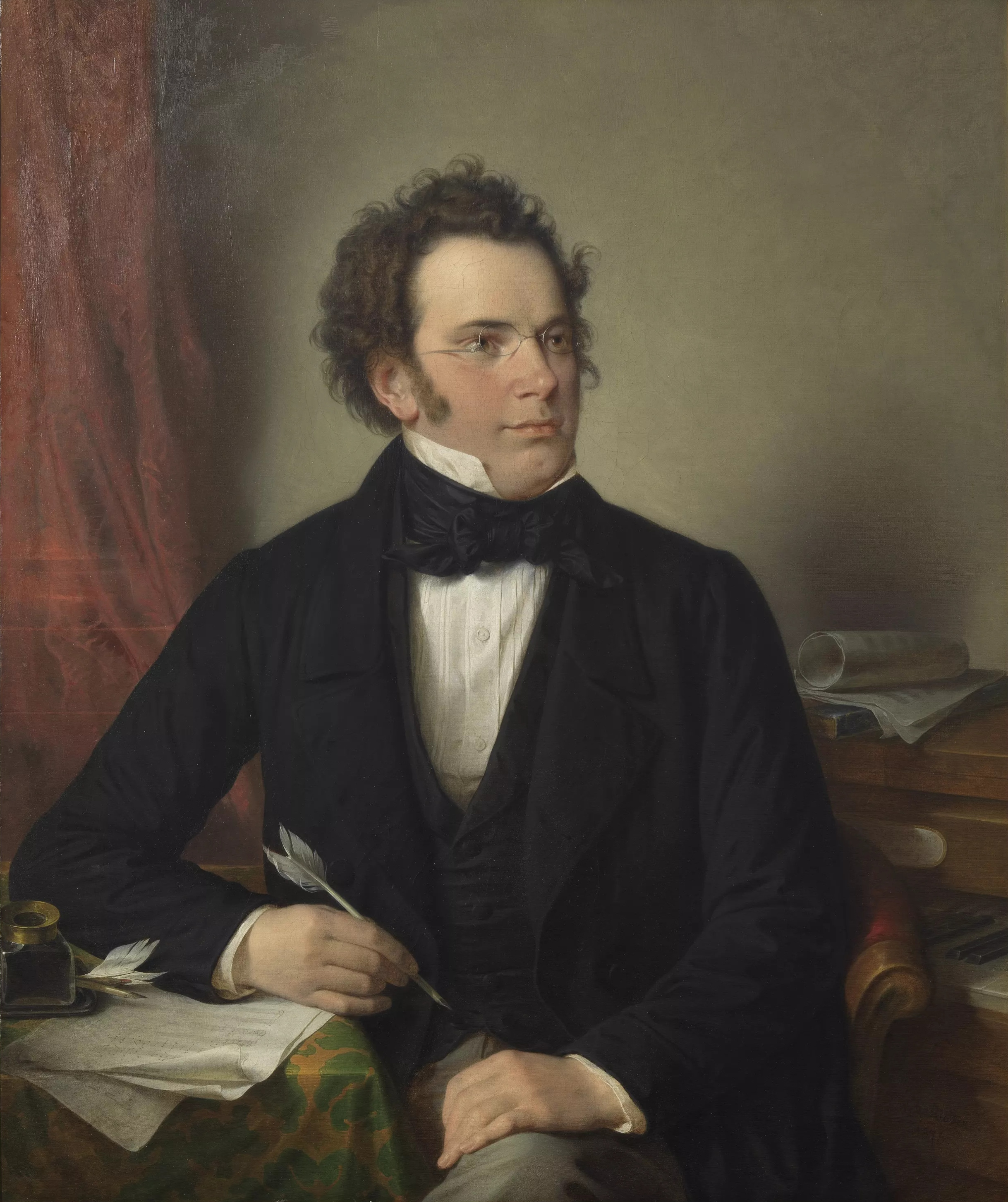
1828: Franz Schubert

- 1828: Der österreichische Komponist Franz Schubert gibt sein erstes und einziges öffentliches Konzert im Lokal der Gesellschaft der Musikfreunde in Wien.
- 1915: Virginia Woolfs erster Roman The Voyage Out erscheint. Er wird von der Kritik freundlich aufgenommen, verkauft sich jedoch schlecht.
- 1922: Die Oper Sancta Susanna von Paul Hindemith wird in Frankfurt am Main uraufgeführt.
- 1930: Am Berliner Komödienhaus wird das musikalische Lustspiel Meine Schwester und ich von Ralph Benatzky uraufgeführt.
- 1932: Im Teatro Calderón in Madrid wird die Zarzuela Luisa Fernanda uraufgeführt, die zu Federico Moreno Torrobas bekanntestem Werk werden wird.
- 1945: In der Pariser Salle Gaveau spielt Yvonne Loriod die Uraufführung der ihr gewidmeten Vingt regards sur l’enfant-Jésus ihres Ehemannes Olivier Messiaen.
- 1952: Die Opera semiseria Leonore 40/45 von Rolf Liebermann mit dem Libretto von Heinrich Strobel wird in Basel uraufgeführt.
- 1973: Die schwedische Pop-Gruppe ABBA veröffentlicht ihr Debütalbum Ring Ring.
- 1990: Der deutsche Trickfilm Balance von Wolfgang und Christoph Lauenstein wird mit einem Oscar als Bester animierter Kurzfilm ausgezeichnet.
- 1999: Nach mehr als 60 Jahren wird der deutschsprachige Dienst des BBC World Service eingestellt.

### Gesellschaft

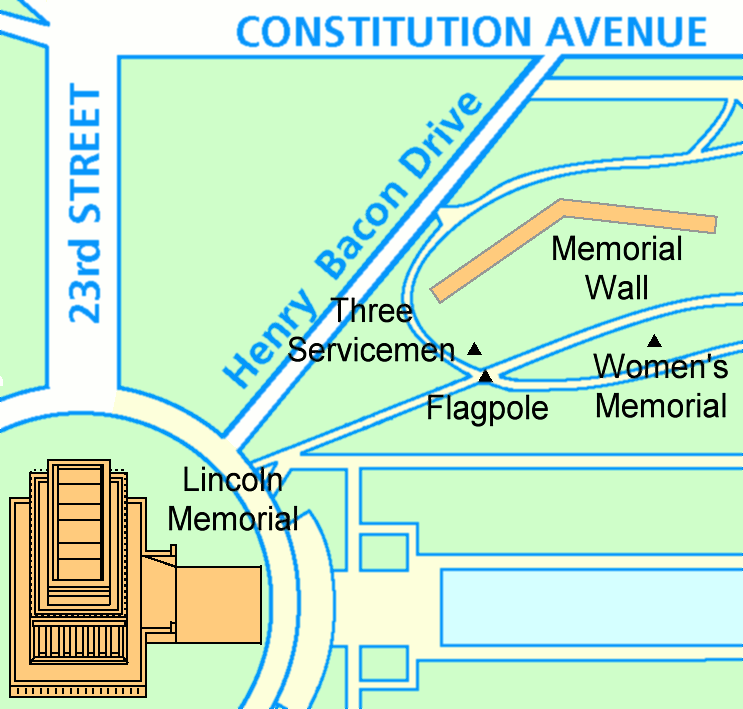
1982: Vietnam Veterans Memorial

- 1982: In Washington, D.C. wird der Grundstein für das Vietnam Veterans Memorial gelegt.
- 1993: In der New York Times erscheint das Foto The vulture and the little girl des südafrikanischen Fotografen Kevin Carter, für das er mit dem Pulitzer-Preis ausgezeichnet werden wird.
- 1997: 39 Mitglieder der UFO-Sekte Heaven’s Gate um Marshall Herff Applewhite werden nach einer Massenselbsttötung im Gefolge des Erscheinens des Kometen Hale-Bopp in San Diego tot aufgefunden.

### Religion
- 0752: Stephan II. wird zum Papst gewählt, nachdem sein Vorgänger Stephan vier Tage nach seiner Wahl gestorben ist, ohne die Weihen erhalten zu haben.
- 1322: Mit der Päpstlichen Bulle Quia nonnunquam hebt Papst Johannes XXII. das von seinem Vorgänger Nikolaus III. angeordnete Diskussionsverbot auf und eröffnet damit einen neuen Streit über das Armutsideal der Franziskaner. Außerdem wendet er sich gegen die „Häresie der Spiritualen“.
- 1824: In der Zirkumskriptionsbulle Impensa Romanorum Pontificum schafft Papst Leo XII. für die Beziehungen der Kirche mit dem Königreich Hannover Rechtsgrundlagen, die bis in die Jetztzeit reichen.

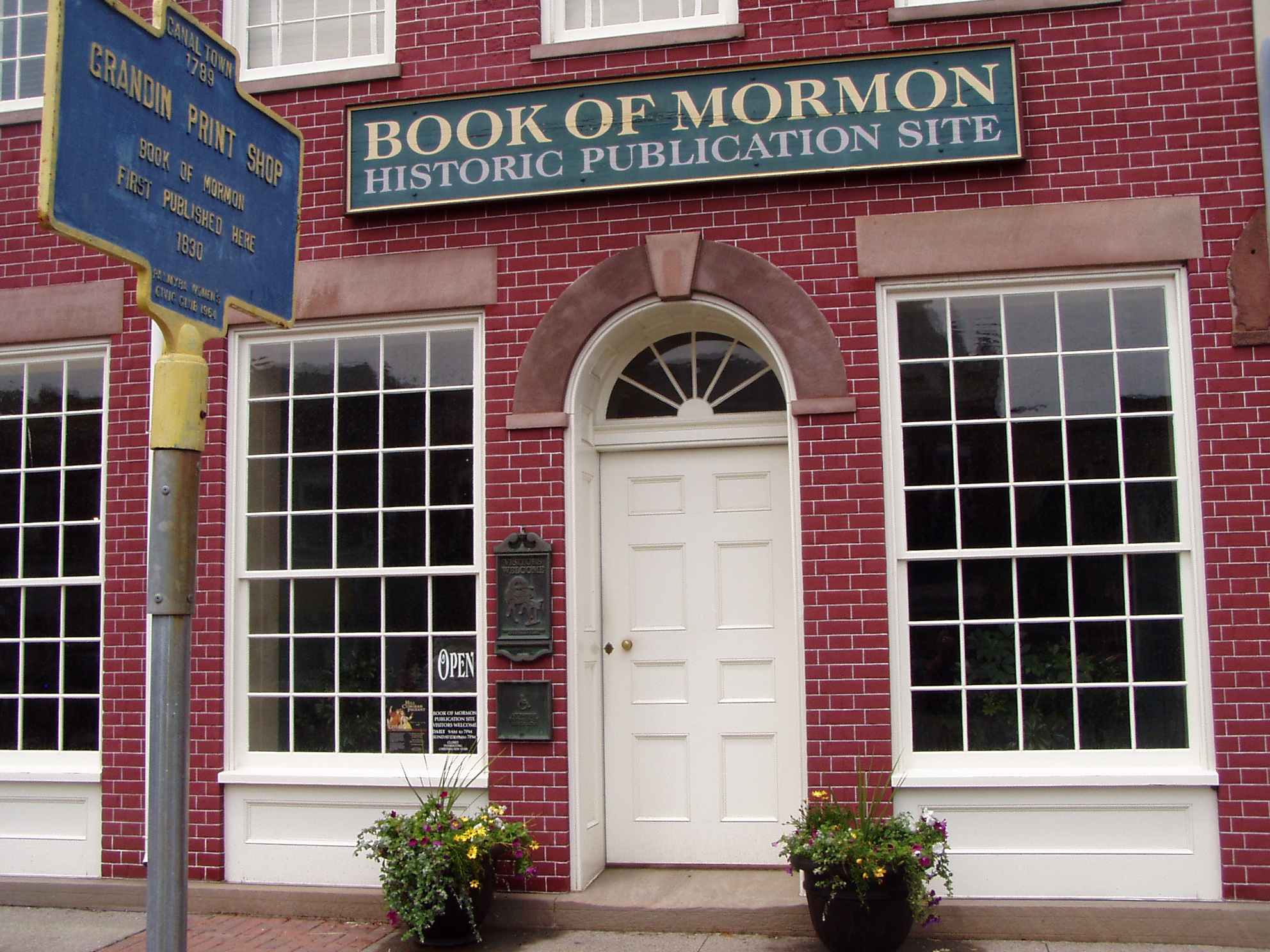
1830: Der Ort der Veröffentlichung

- 1830: Das von Joseph Smith übersetzte Buch Mormon erscheint in Palmyra bei New York.
- 1939: Deutsche Christen und Bekennende Kirche, diese durch einzelne Mitglieder, geben durch Theodor Ellwein, Robert Kauer, Theodor Odenwald, Helmuth Kittel, Hanns Kerrl und andere die „Godesberger Erklärung“ über eine Übereinstimmung von Christentum und Nationalsozialismus und gegen das Judentum ab.
- 1957: Das Bundesverfassungsgericht bestätigt die Fortgeltung des 1933 zwischen dem Heiligen Stuhl und dem Deutschen Reich geschlossenen Reichskonkordats.
- 1984: In Düsseldorf  unterzeichnen Ministerpräsident Johannes Rau und der Apostolische Nuntius Guido del Mestri das Konkordat zwischen dem Heiligen Stuhl und Nordrhein-Westfalen.
- 1992: Der Paderborner Theologe Eugen Drewermann wird vom Priesteramt suspendiert.

### Katastrophen
- 1511: Ein starkes Erdbeben erschüttert den Balkan und hat Auswirkungen in Oberitalien. Es gibt geschätzt etwa 6000 Todesopfer.
- 1812: Ein Erdbeben zerstört Caracas, Venezuela. Etwa 12.000 Menschen kommen bei der Katastrophe ums Leben, von der auch Alexander von Humboldt berichtet.
- 1913: Während der Großen Flut in Dayton, Ohio kommt es aus offenen Gasrohren zusätzlich zu Gasexplosionen, die weitere Häuserblocks zerstören. Insgesamt kommen bei der Flutkatastrophe über 360 Menschen ums Leben, rund 65.000 werden obdachlos.

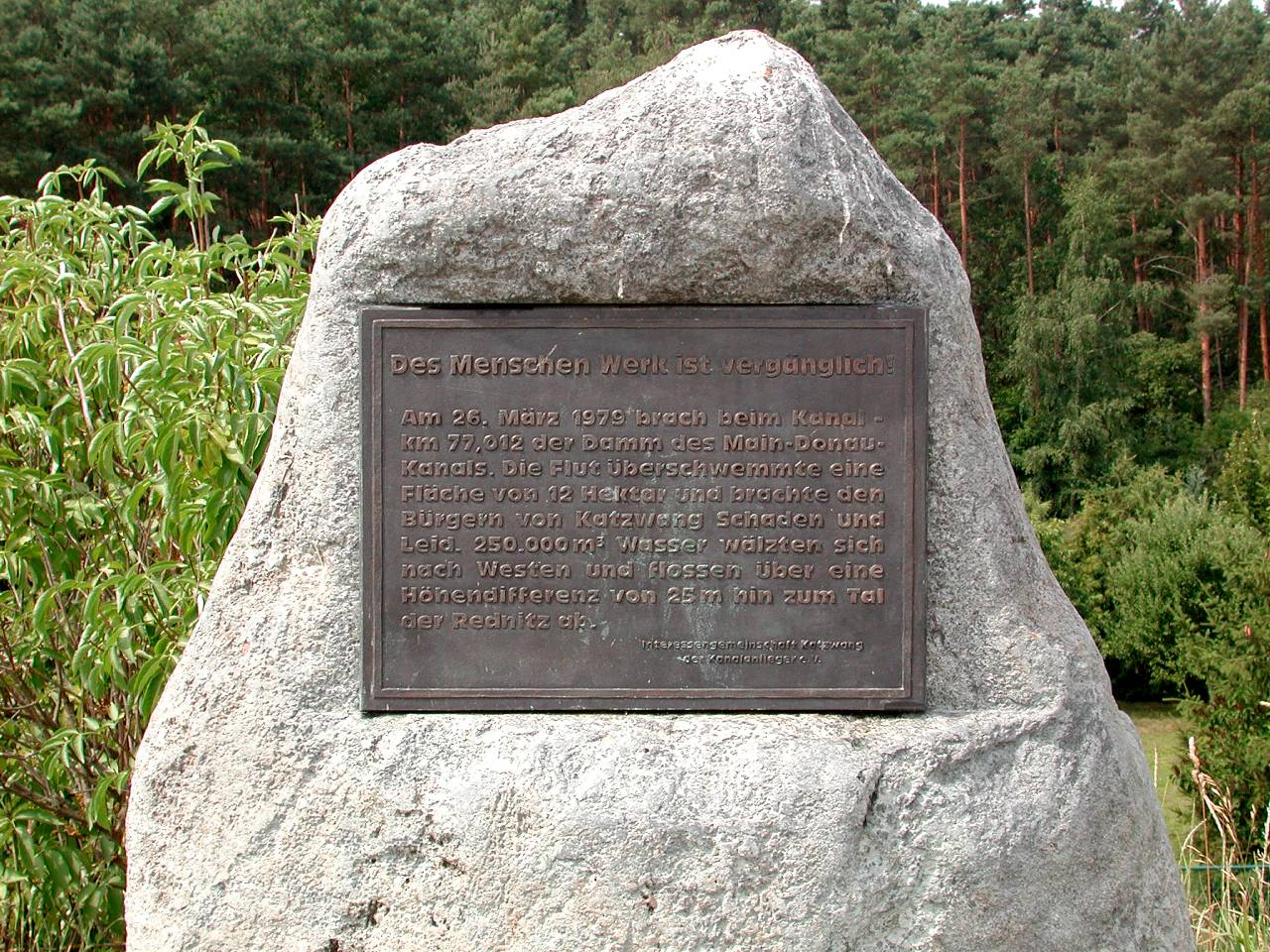
Gedenktafel zum Katzwanger Dammbruch

- 1979: Im Nürnberger Ortsteil Katzwang bricht der Main-Donau-Kanal. 120 Häuser werden von den Wassermassen in Mitleidenschaft gezogen, ein Mädchen stirbt, Sachschäden in Höhe von etwa zwölf Millionen DM entstehen.

Kleinere Unglücksfälle sind in den Unterartikeln von Katastrophe und in der Liste von Katastrophen aufgeführt.

### Natur und Umwelt
- 1898: In Transvaal wird durch eine Anordnung von Paul Kruger mit der Sabie Game Reserve das erste Schongebiet für Tiere auf dem afrikanischen Kontinent geschaffen. Das Tierreservat wird 1926 in Kruger-Nationalpark umbenannt.

### Sport
- 1839: Im Rathaus von Henley-on-Thames wird die Abhaltung einer Ruder-Regatta beschlossen. Die Satzung der seither alljährlich auf der Themse stattfindenden Henley Royal Regatta dienen Pierre de Coubertin später angeblich als Grundlage für die Organisation des Internationalen Olympischen Komitees.
- 1924: Der brasilianische Fußballclub  Athletico Paranaense wird gegründet
- 1926: Durch die Fusion zweier Vereine entsteht der Fußballklub Real Oviedo in Asturien.
- 1927: Das erste Mille Miglia genannte Autorennen auf norditalienischen Straßen wird in Brescia gestartet.
- 1974: George Foreman verteidigt seinen Weltmeistertitel im Schwergewicht gegen Ken Norton im El Poliedro, Venezuela, durch technischen K. o.

Einträge von Leichtathletik-Weltrekorden befinden sich unter der jeweiligen Disziplin unter Leichtathletik.

## Geboren

### Vor dem 18. Jahrhundert
- 1277: Christine Ebner, deutsche Dominikanerin und Mystikerin
- 1400: Bernard VIII. d’Armagnac, Graf von Pardiac, Herzog von Nemours
- 1478: Hieronymus Emser, deutscher Theologe und Gegenspieler Luthers
- 1495: Michael Anton, Markgraf von Saluzzo
- 1516: Conrad Gessner, Schweizer Naturforscher und Philosoph
- 1554: Charles II. de Lorraine, Herzog von Mayenne und Graf von Maine

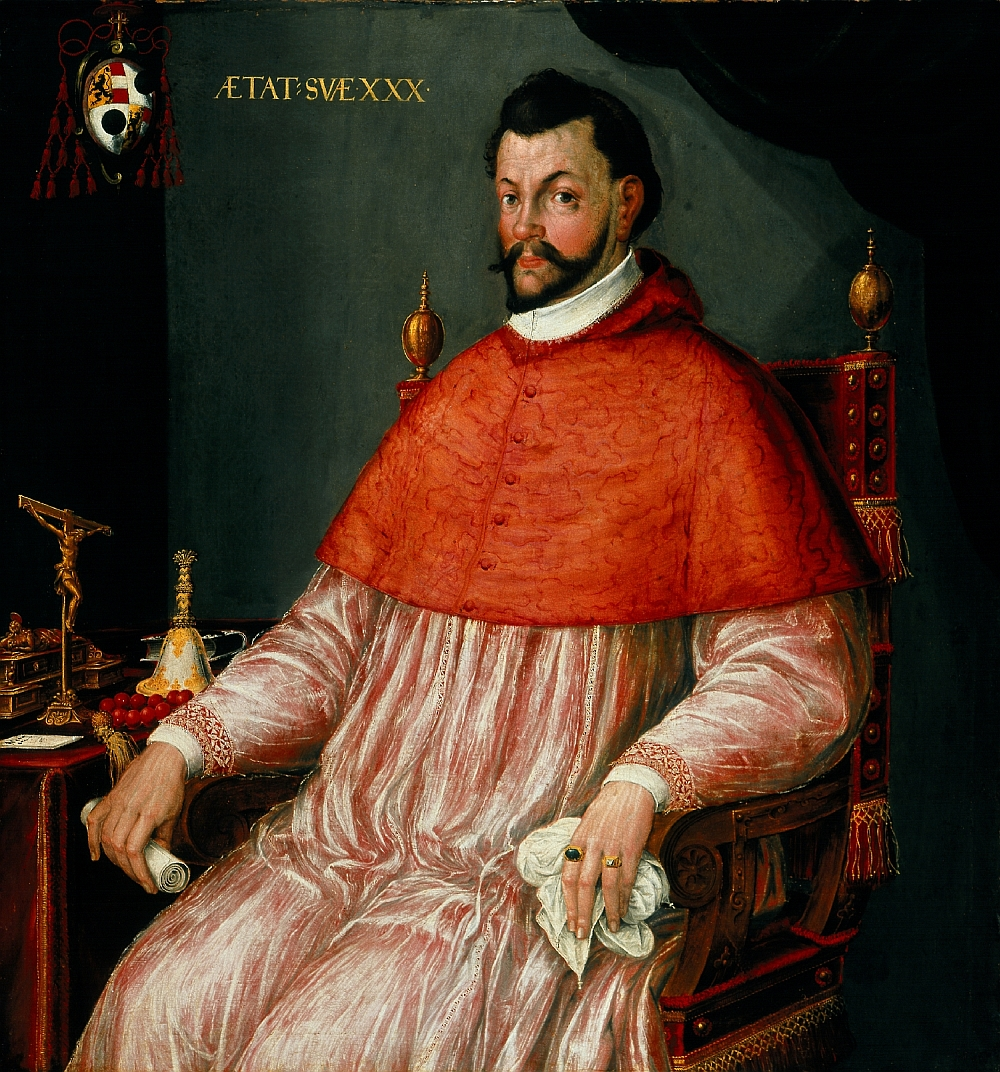
Wolf Dietrich von Raitenau (* 1559)

- 1559: Wolf Dietrich von Raitenau, Fürsterzbischof von Salzburg
- 1563: Peter de Spina II., deutscher Mediziner
- 1577: Elisabeth von Oranien-Nassau, Herzogin von Bouillon und Regentin des unabhängigen Fürstentums Sedan
- 1584: Johann II., Herzog von Pfalz-Zweibrücken
- 1598: Johann von Waldburg-Wolfegg, Fürstbischof von Konstanz
- 1603: Abraham Keyser, deutscher Jurist und Diplomat
- 1652: Valerian Brenner, Baumeister des Vorarlberger Barocks
- 1659: William Wollaston, englischer Moralphilosoph
- 1662: Johann Joseph Öttlinger, Pflegskommissär in Starnberg
- 1666: Georg Gottfried Weyhenmeyer, deutscher Bildhauer
- 1671: Friedrich Ernst zu Solms-Laubach, regierender Graf aus dem Haus Solms-Laubach, Reichshofrat und Reichskammergerichts-Präsident
- 1672: Johann Benedikt Hess der Jüngere, deutscher Glas- und Gemmenschneider
- 1679: Magnus von Bromell, schwedischer Arzt und Mineraloge
- 1679: Johann Peter von Raesfeld, Bannerherr von Geldern und Zutphen, Geheimer Rat und Regierungspräsident
- 1680: Gottlob Friedrich Jenichen, deutscher Theologe und Historiker
- 1684: Johann Graf, deutscher Komponist
- 1684: Paul Friedrich Opitz, deutscher Theologe und Orientalist
- 1685: Johann Alexander Thiele, Maler und Radierer
- 1687: Simon Moritz Bethmann, nassauischer Amtmann
- 1688: Philipp von Kolowrat-Krakowsky, Oberstburggraf und Präsident des Landesguberniums in Böhmen
- 1689: Johann Christoph Manskirsch, deutscher Bildhauer
- 1689: Maria Magdalena von Österreich, Erzherzogin von Österreich und Statthalterin von Tirol
- 1690: Gerrit Corver, Amsterdamer Regent
- 1691: Adam Ludwig von Blumenthal, preußischer Staats- und Kriegsminister
- 1692: Gustav Adolf von Gotter, deutscher Diplomat und Kunstmäzen
- 1692: Jean Restout der Jüngere, französischer Maler
- 1698: Prokop Diviš, tschechischer Prämonstratenser-Chorherr sowie grenzwissenschaftlicher Gelehrter und Erfinder
- 1699: Hubert-François Gravelot, französischer Maler, Zeichner und Stecher

### 18. Jahrhundert
- 1709: Wassili Jewdokimowitsch Adodurow, russischer Mathematiker, Philologe und Hochschullehrer
- 1722: Johann Daniel Salzmann, Straßburger Jurist und Popularphilosoph
- 1724: Christiana Regina Hetzer, erste Hausherrin des Gohliser Schlösschen zu Leipzig
- 1724: Christian II. von Münch, deutscher Bankier in Augsburg
- 1734: Wilhelm Alexander Schwollmann, deutscher evangelischer Theologe
- 1740: Jonathan Trumbull jr., US-amerikanischer Politiker
- 1741: Jean-Michel Moreau, französischer Kupferstecher und Radierer
- 1749: William Blount, US-amerikanischer Politiker
- 1750: Charles-Gilbert Romme, französischer Mathematiker und Politiker, Märtyrer des Prairial-Aufstandes

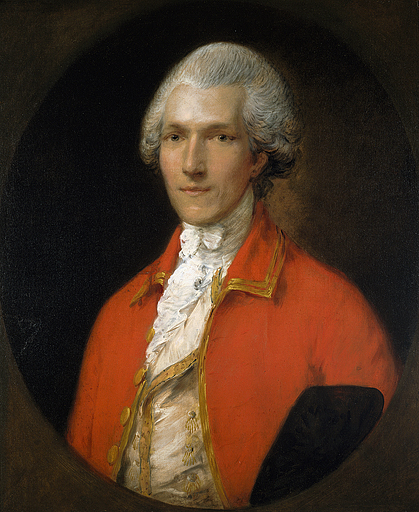
Benjamin Thompson (* 1753)

- 1753: Benjamin Thompson, britischer Offizier, Politiker, Experimentalphysiker und Erfinder amerikanischer Abstammung
- 1770: Heinrich Vitzthum von Eckstädt, Generaldirektor des Dresdner Kunstakademie sowie Direktor des Hoftheater und der Hofkapelle
- 1773: Nathaniel Bowditch, US-amerikanischer Mathematiker, Astronom und Physiker
- 1774: Ernst von Hügel, württembergischer General und Staatsminister
- 1780: Julius Eduard Hitzig, deutscher Schriftsteller und Kammergerichtsrat
- 1784: John W. Taylor, US-amerikanischer Politiker, zweimaliger Sprecher des Repräsentantenhauses
- 1787: Franz Steinfeld, österreichischer Maler
- 1788: Boniface de Castellane, französischer General und Marschall von Frankreich
- 1789: Wilhelm Hey, deutscher Fabeldichter und Liedautor
- 1794: Julius Schnorr von Carolsfeld, deutscher Maler
- 1796: Bernhard Karl Heinrich von Prittwitz, preußischer General
- 1796: Bellamy Storer, US-amerikanischer Politiker
- 1799: Adolf von Zerzog, deutscher Politiker

### 19. Jahrhundert

#### 1801–1850
- 1806: Josef Slavík, tschechischer Violinist und Komponist
- 1809ː Mathilde Arnemann, deutsche Mäzenin
- 1815: Gustav von Rümelin, deutscher Pädagoge und Statistiker
- 1816: Alexander Sussmann Adler, deutscher Rabbiner und Kommunalpolitiker, Mitglied der Lübecker Bürgschaft
- 1817: Christian Wilhelm Kreidel, deutscher Verleger
- 1819: George, 2. Duke of Cambridge, britischer Feldmarschall

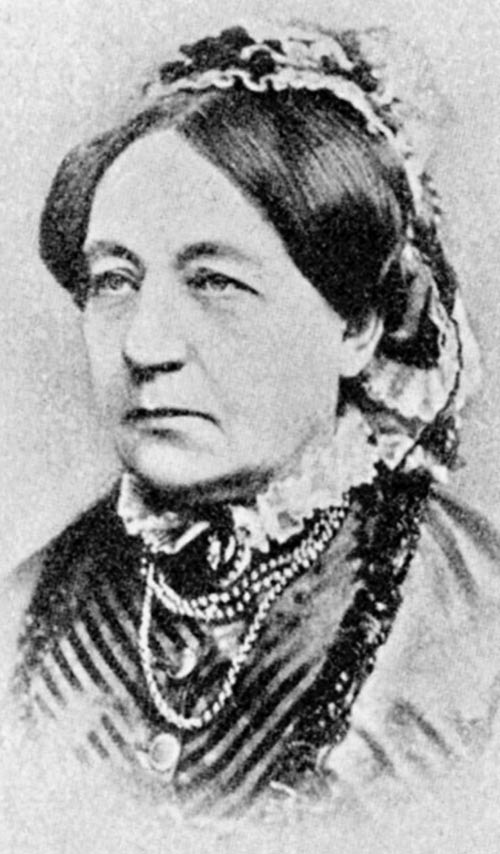
Louise Otto-Peters (* 1819)

- 1819: Louise Otto-Peters, deutsche Schriftstellerin und Journalistin, Mitbegründerin der deutschen Frauenbewegung
- 1819: Edgar von Westphalen, deutscher Kommunist, Schwager von Karl Marx
- 1820: Julius Karl Arndt, deutscher Pfarrer und Kirchenlieddichter
- 1822: Ahmed Cevdet Pascha, osmanischer Staatsmann, Historiker und Rechtsgelehrter
- 1823: Johannes Münze, Pionier der deutschen Arbeiterbewegung
- 1824: Gustav Adolph Kietz, deutscher Bildhauer
- 1826: Carl Kellner, deutscher Optiker
- 1826ː Elisabeth von Sachsen-Altenburg, Großherzogin von Oldenburg
- 1830ː Valeska Bolgiani, deutsche Schriftstellerin
- 1830: John Rogers Thomas, US-amerikanischer Komponist
- 1831: Sophus Ruge, deutscher Geograph
- 1831: Albert Schultz-Lupitz, deutscher Agrarwissenschaftler
- 1834: Hermann Wilhelm Vogel, deutscher Fotochemiker
- 1836: Paul Beiersdorf, deutscher Apotheker, Gründer der Beiersdorf AG
- 1845: Ernst Anders, deutscher Porträt- und Genremaler
- 1849: Armand Peugeot, französischer Unternehmer, Gründer von Peugeot
- 1850: Edward Bellamy, US-amerikanischer Science-Fiction-Autor und Journalist

#### 1851–1900
- 1851ː Marguerite Duvillard-Chavannes,  Schweizer Frauenrechtlerin
- 1851: Julius Langbehn, deutscher Schriftsteller und Kulturkritiker
- 1853: Sara Hutzler, US-amerikanisch-deutsche Schriftstellerin
- 1854: Braulio Dueño Colón, puerto-ricanischer Komponist
- 1858: Luis Barros Borgoño, chilenischer Politiker, Minister, Staatspräsident
- 1859: Adolf Hurwitz, deutscher Mathematiker
- 1859: Nikolai Alexandrowitsch Sokolow, russischer Komponist und Hochschullehrer
- 1863: Alexander Schlicke, deutscher Politiker, MdR, Reichsminister
- 1864: Emerson Harrington, US-amerikanischer Politiker, Gouverneur von Maryland
- 1864: Franz Liftl, österreichischer Musiker und Komponist
- 1865: Max Neal, bayerischer Volksdichter

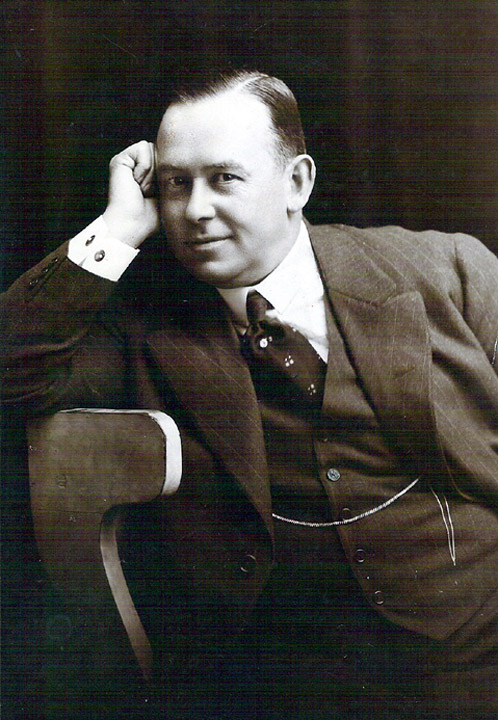
Fred Karno (* 1866)

- 1866: Fred Karno, britischer Theaterbesitzer
- 1866: Carl Christian Mez, deutscher Botaniker und Universitätsprofessor
- 1866ː Mary Pearcey, britische Mörderin
- 1866: Oskar Wettstein, Schweizer Journalist, Zeitungswissenschaftler und freisinniger Politiker
- 1867: Johannes Rudolf Max Adler, deutscher Historiker, Literaturwissenschaftler und Pädagoge
- 1867: Bernhard Falk, deutscher Jurist und Politiker, Justizrat, MdL
- 1867: Pilar Fernández de la Mora, spanische Pianistin und Musikpädagogin
- 1868: Fu'ād I., König von Ägypten
- 1869: David Jakowlewitsch Aizman, russisch-jüdischer Schriftsteller
- 1870: Luigi Sincero, italienischer Geistlicher, Kardinal
- 1872: Émile Armand, französischer Anarchist und Autor
- 1873: Gerald du Maurier, Bühnenschauspieler und Intendant
- 1873ː Yvonne Serruys, belgische Bildhauerin

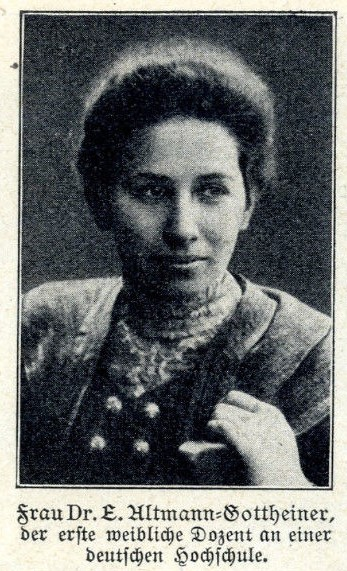
Elisabeth Altmann-Gottheiner (* 1874)

- 1874: Elisabeth Altmann-Gottheiner, deutsche Ökonomin und Frauenrechtlerin, eine der ersten Hochschullehrerinnen
- 1874: Raoul Arnauld de la Perière, deutscher Schauspieler

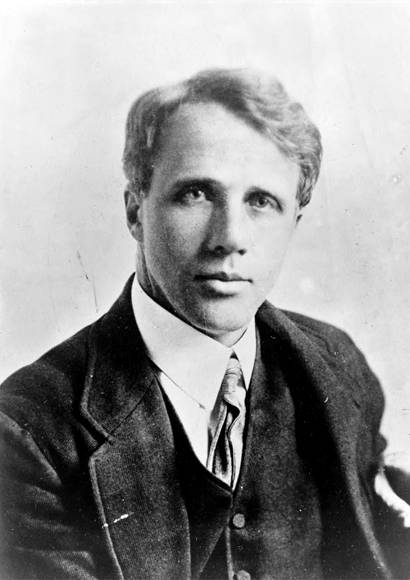
Robert Frost (* 1874)

- 1874: Robert Frost, US-amerikanischer Dichter
- 1874: Oskar Nedbal, böhmischer Komponist und Dirigent
- 1875: Max Abraham, deutscher Physiker
- 1875: Rhee Syng-man, (süd)koreanischer Politiker, Staatspräsident
- 1875: Alois Wagner, deutscher römisch-katholischer Geistlicher und Klinikdirektor
- 1876ː Suzanne Esther Kahn, französisches Opfer des Holocaust
- 1876: Artur Landsberger, deutscher Romanschriftsteller
- 1876ː Agnes Robmann, Schweizer Lehrerin, Sozialistin und Frauenrechtlerin
- 1876: Wilhelm zu Wied, deutscher Adliger und Offizier, Fürst von Albanien
- 1878: Henry Somer Gullett, australischer Politiker, Minister
- 1878: Leo von Prittwitz und Gaffron, russischer General
- 1879: Othmar Ammann, schweizerisch-US-amerikanischer Ingenieur
- 1880: Alfred A. Cohn, US-amerikanischer Drehbuchautor
- 1880: Georges Mys, belgischer Ruderer
- 1881: Guccio Gucci, italienischer Unternehmer, Gründer der Modemarke Gucci
- 1882: Hermann Obrecht, Schweizer Politiker, Nationalrat, Bundesrat
- 1883: Oskars Dankers, lettischer General und Politiker

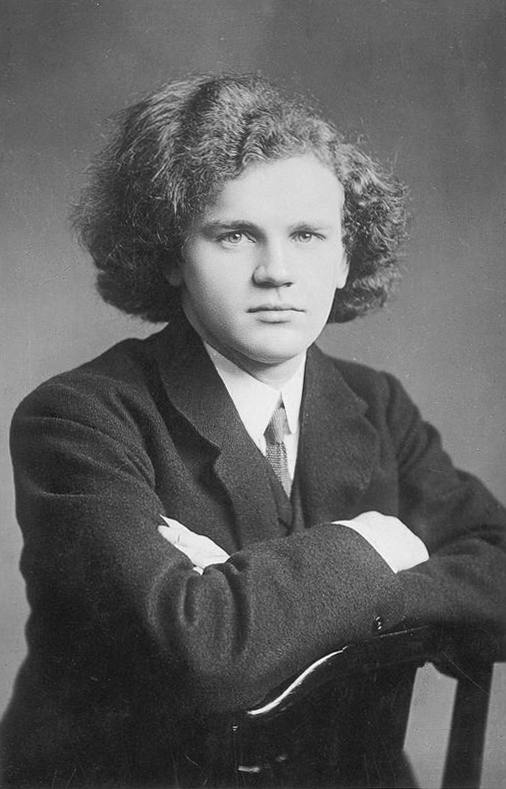
Wilhelm Backhaus (* 1884)

- 1884: Wilhelm Backhaus, deutscher Pianist
- 1884: Georg Imbert, Chemiker und Erfinder
- 1885: Martha Angerstein, deutsche Schauspielerin
- 1885: Robert Blackburn, britischer Luftfahrtpionier und Flugzeugkonstrukteur
- 1885ː Sylvia Elvira Klar, deutsche Widerstandskämpferin und Opfer des Holocaust
- 1886: Luigi Amoroso, italienischer Mathematiker und Wirtschaftswissenschaftler
- 1886: Friedrich Kirchner, deutscher General
- 1886: Edmond Luguet, französischer Radrennfahrer
- 1886: Hermann Zapf, deutscher Politiker, MdR
- 1888: Elsa Brändström, schwedische Philanthropin
- 1888: Gustav Geierhaas, deutscher Komponist
- 1888: Émile Lacharnay, französischer Autorennfahrer
- 1889: Václav Kaprál, tschechischer Komponist
- 1890: Harry von Arnim, deutscher Offizier
- 1890: Joseph De Luca, italienisch-amerikanischer Musiker
- 1890: Franz Schauwecker, deutscher Schriftsteller
- 1891: Thomas Roch Agniswami, indischer Geistlicher, Bischof von Kottar
- 1892: Conrad Stein, deutscher Ringer

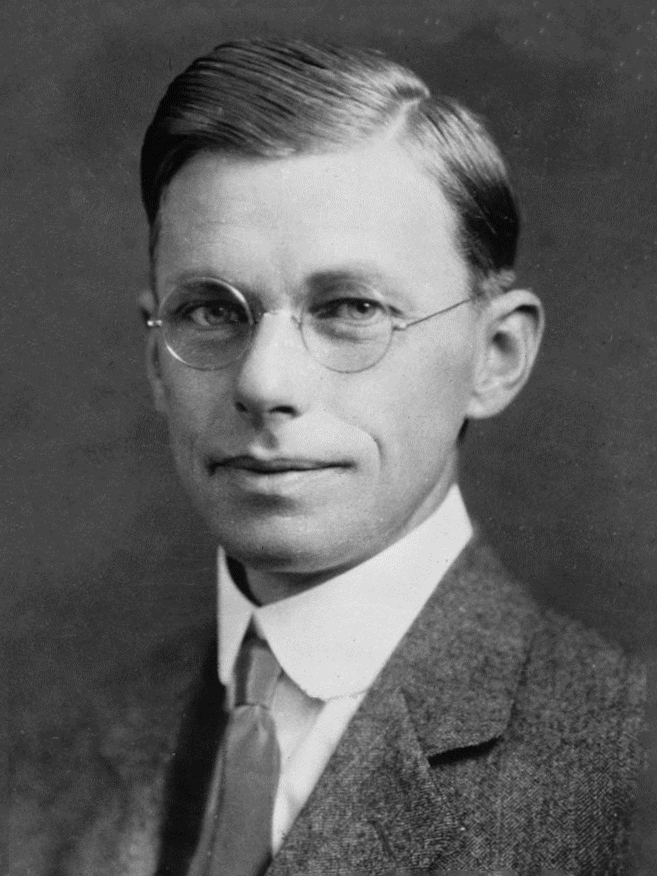
James Bryant Conant (* 1893)

- 1893: James Bryant Conant, US-amerikanischer Chemiker, Wissenschaftspolitiker und Diplomat
- 1893: William Dunkel, Schweizer Architekt und Maler
- 1893: Dhirendranath Ganguly, indischer Filmregisseur und Schauspieler
- 1893: Jacques Ledure, belgischer Autorennfahrer
- 1893: Palmiro Togliatti, italienischer Politiker, Minister
- 1894: Meta Samson, deutsche Pädagogin, Journalistin und Kinderbuchautorin, Opfer des Holocaust
- 1894: Mark Wessel, US-amerikanischer Komponist, Pianist und Musikpädagoge
- 1896: Richard Flury, Schweizer Dirigent und Komponist
- 1896: Karl Valentin Müller, deutscher Soziologe
- 1896: Anton Profes, österreichischer Schlager- und Filmkomponist
- 1897: Joshua Philip Turner, britischer Autorennfahrer
- 1898: Paul Schmidt, deutscher Erfinder

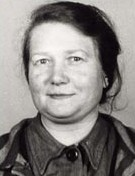
Angela Maria Autsch (* 1900)

- 1900: Angela Maria Autsch, deutsche Nonne („Engel von Auschwitz“)
- 1900: Isadore Freed, US-amerikanischer Komponist
- 1900: Hans Goudefroy, deutscher Jurist, Vorstandsvorsitzender der Allianz AG
- 1900: Giovanni Urbani, italienischer Geistlicher, Bischof von Verona, Erzbischof und Patriarch von Venedig, Kardinal

### 20. Jahrhundert

#### 1901–1925
- 1902: Pierre Clause, französischer Autorennfahrer

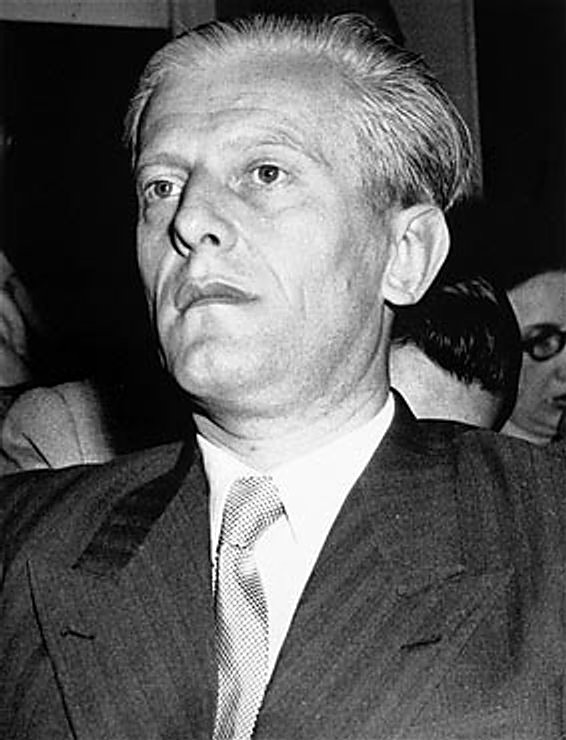
Otto Abetz (* 1903)

- 1903: Otto Abetz, deutscher Kunstlehrer und Diplomat
- 1903: Tjapko van Bergen, niederländischer Ruderer
- 1903: Paul Doyon, kanadischer Pianist und Organist
- 1903: Arno Vetterling, deutscher Kapellmeister und Komponist
- 1904: Joseph Campbell, US-amerikanischer Professor und Autor
- 1904: Attilio Ferraris, italienischer Fußballspieler, Weltmeister
- 1904: Willy Fischer, deutscher Politiker, MdL, MdB
- 1904: Alexander Schawinsky, Schweizer Maler, Fotograf und Bühnenbildner
- 1904: Hermann Schroeder, deutscher Komponist und katholischer Kirchenmusiker
- 1905: Václav Černý, tschechischer Literat und Übersetzer
- 1905: Viktor Frankl, österreichischer Neurologe und Psychiater, Begründer der Logotherapie und der Existenzanalyse
- 1905: Pablo Garrido, chilenischer Komponist und Jazzmusiker
- 1905: Erich Oberdorfer, deutscher Pflanzenbiologe
- 1905: Lew Potjomkin, sowjetischer Schauspieler und Synchronsprecher
- 1905: Štěpán Trochta, tschechoslowakischer Geistlicher, Bischof von Leitmeritz, Kardinal
- 1906: Hubert Ebner, deutscher Radsportler
- 1906: Herbert Günther, deutscher Schriftsteller und Dichter
- 1906: Curley Weaver, US-amerikanischer Blues-Gitarrist und Sänger
- 1907: Leigh Harline, US-amerikanischer Komponist von Filmmusik, Oscarpreisträger
- 1908: Samuel Bronston, aus Bessarabien stammender US-amerikanischer Filmproduzent
- 1908: Hilde Sperling, deutsche Tennisspielerin
- 1908: Franz Stangl, österreichischer Polizeibeamter, Leiter der KZ Sobibor und Treblinka, Kriegsverbrecher
- 1909: Margarete Hütter, deutsche Politikerin und Diplomatin, MdB
- 1909: Viktor Hoven, deutscher Politiker, MdL, MdB
- 1910: Hendrik Apetz, deutscher Unternehmer
- 1910: Marjorie Eccles, britische Autorennfahrerin
- 1911: Lennart Folke Alfons Atterwall, schwedischer Leichtathlet
- 1911: John Langshaw Austin, britischer Philosoph
- 1911: Bernard Katz, britischer Biophysiker, Nobelpreisträger
- 1911: John Langshaw Austin, englischer Philosoph und Linguist

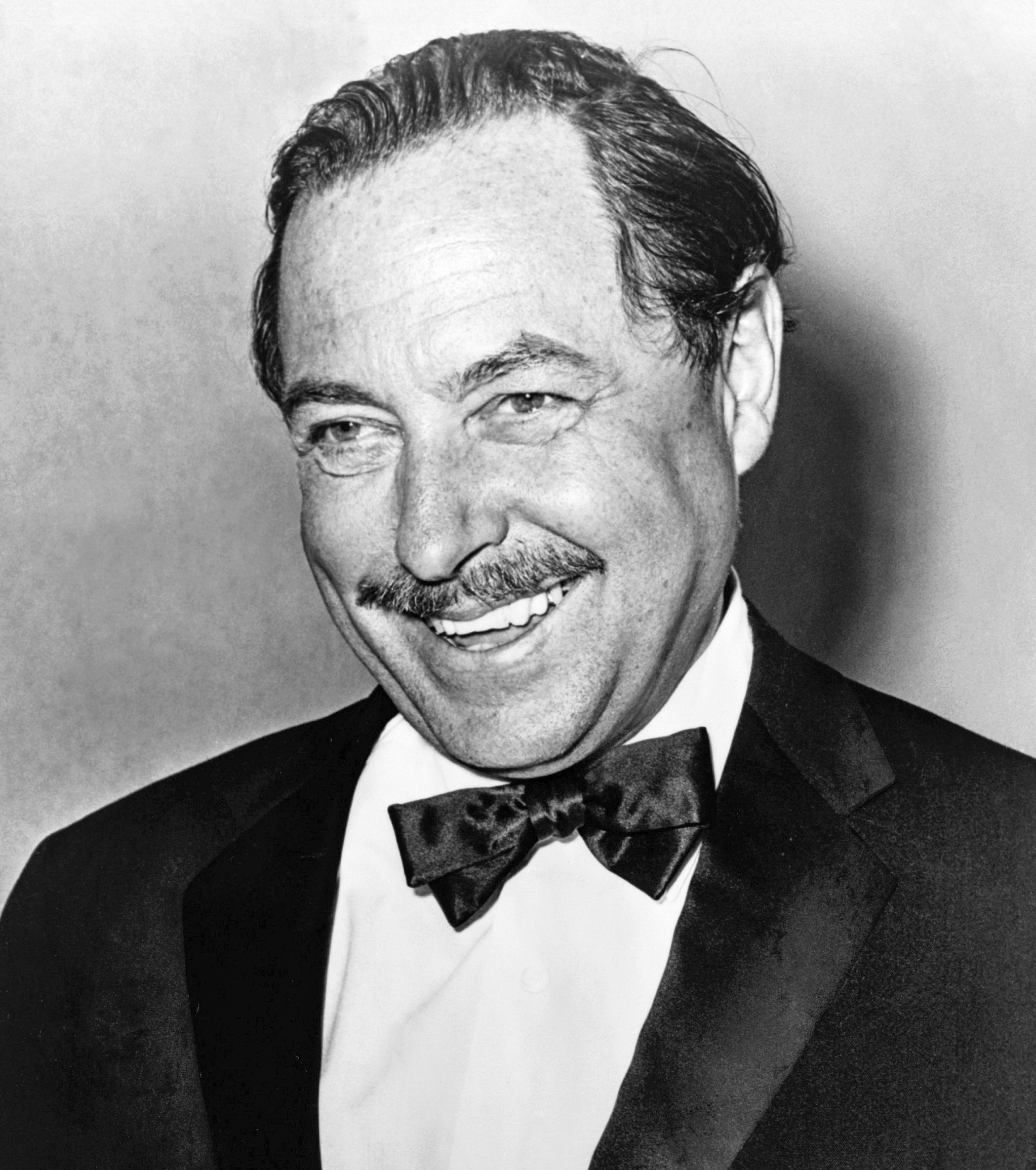
Tennessee Williams (* 1911)

- 1911: Tennessee Williams, US-amerikanischer Schriftsteller (Endstation Sehnsucht, Die Katze auf dem heißen Blechdach)
- 1913: Bruce Low, niederländischer Schlager- und Gospelsänger
- 1913: Paul Erdős, ungarischer Mathematiker
- 1914: William Westmoreland, US-amerikanischer General, Oberbefehlshaber der US-Truppen im Vietnamkrieg
- 1916: Christian B. Anfinsen, US-amerikanischer Biochemiker, Nobelpreisträger
- 1916: James Gayfer, kanadischer Militärkapellmeister, Klarinettist, Organist und Chorleiter, Komponist und Musikpädagoge
- 1916: Sterling Hayden, US-amerikanischer Schauspieler und Autor
- 1917: Teresio Martinoli, italienischer Jagdflieger
- 1917: Carl de Nys, belgischer Musikwissenschaftler
- 1917: Rufus Thomas, US-amerikanischer Musiker
- 1917: Billy Wallace, US-amerikanischer Country-, Rockabilly-Musiker und Songschreiber
- 1919: Imre Zsoldos, ungarischer Jazz- und Unterhaltungsmusiker
- 1920: Børge Raahauge Nielsen, dänischer Ruderer
- 1922: William Milliken, US-amerikanischer Politiker, Gouverneur von Michigan
- 1922: Ingelene Rodewald, deutsche Autorin
- 1923: Rudolf Adametz, deutscher Politiker, MdL
- 1923: Alois Anzenberger, österreichischer Politiker, Bundesrat, LAbg
- 1923: Gert Bastian, deutscher General und Politiker, MdB
- 1923: Clifton Williams, US-amerikanischer Komponist, Hornist und Musikpädagoge
- 1925: Pierre Boulez, französischer Komponist, Dirigent und Musiktheoretiker
- 1925ː Eva Schindler-Rainman, US-amerikanische Sozialpädagogin
- 1925: James Moody, US-amerikanischer Jazzmusiker
- 1925: Michael Ward, britischer Chirurg und Bergsteiger
- 1925: Daniel Abraham Yanofsky, kanadischer Schachspieler

#### 1926–1950
- 1926: Heinz A. Staab, deutscher Chemiker
- 1927: Jürgen Goslar, deutscher Schauspieler und Regisseur

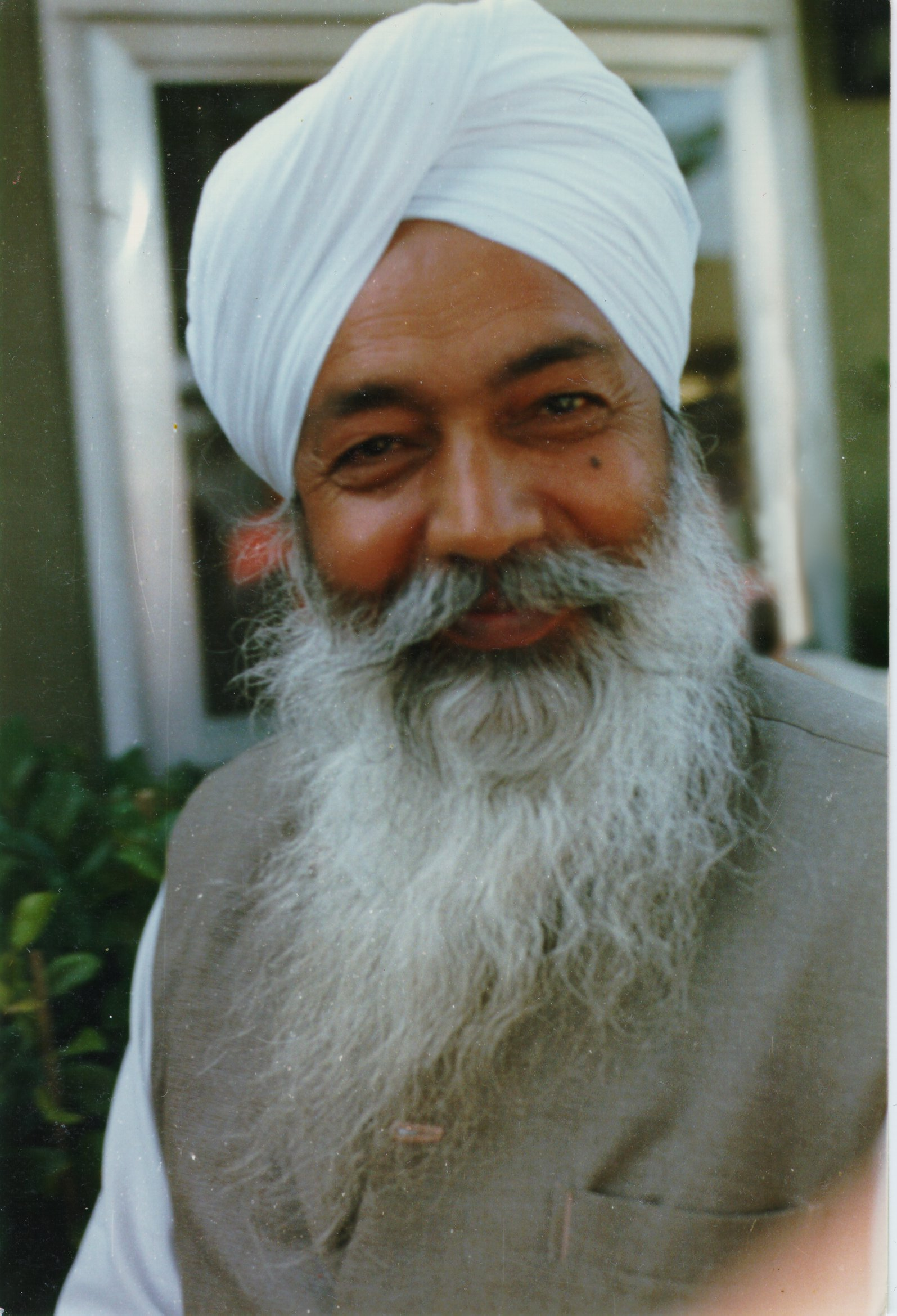
Thakar Singh (* 1929)

- 1929: Thakar Singh, indischer spiritueller Meister des Sant Mat
- 1929: Toshio Akiyama, japanischer Komponist und Professor
- 1929: Ray Scott, US-amerikanischer Rockabilly-Musiker
- 1930: Adel Theodor Khoury, libanesischer Theologe und Islamwissenschaftler
- 1930: Gregory Corso, US-amerikanischer Dichter der Beat-Generation
- 1930: Sandra Day O’Connor, US-amerikanische Juristin, Richterin am Obersten Gerichtshof der USA
- 1931: Leonard Nimoy, US-amerikanischer Schauspieler, Regisseur und Filmproduzent
- 1932: Luke Askew, US-amerikanischer Schauspieler
- 1932: Alfredo Ferrari, italienischer Ingenieur
- 1932: Stefan Wigger, deutscher Schauspieler
- 1933: Tinto Brass, italienischer Regisseur, Produzent und Drehbuchautor
- 1934: Alan Arkin, US-amerikanischer Schauspieler und Regisseur
- 1934: Donald Bailey, US-amerikanischer Jazzschlagzeuger
- 1934ː Eva Mezger-Haefeli, Schweizer Programmsprecherin, Schauspielerin und Fernsehmoderatorin
- 1934: Masakazu Yamazaki, japanischer Dramatiker, Literaturkritiker und Philosoph
- 1935: Mahmud Abbas, palästinensischer Politiker, Präsident des Staates Palästina
- 1935: Peret, spanischer Sänger und Gitarrist
- 1935: Stig Pettersson, schwedischer Hochspringer
- 1936: Luz María Aguilar Torres, mexikanische Schauspielerin
- 1936: Éder Jofre, brasilianischer Boxer, Weltmeister
- 1936: Jürgen Meyer, deutscher Politiker, MdB
- 1936: Erich Urbanner, österreichischer Komponist und Musikpädagoge
- 1937: Albert Brülls, deutscher Fußballspieler
- 1937: Ernst Burger, deutscher Pianist und Autor
- 1937: Clifford Burvill, australischer Radrennfahrer
- 1937: Antonius Höckelmann, deutscher Künstler
- 1937: Ahmad Qurai, palästinensischer Politiker, Regierungschef der Palästinensischen Autonomiegebiete
- 1938: Manfred Gerber, deutscher Generalleutnant des Heeres der Bundeswehr
- 1938ː Jana Hlaváčová, tschechische Schauspielerin

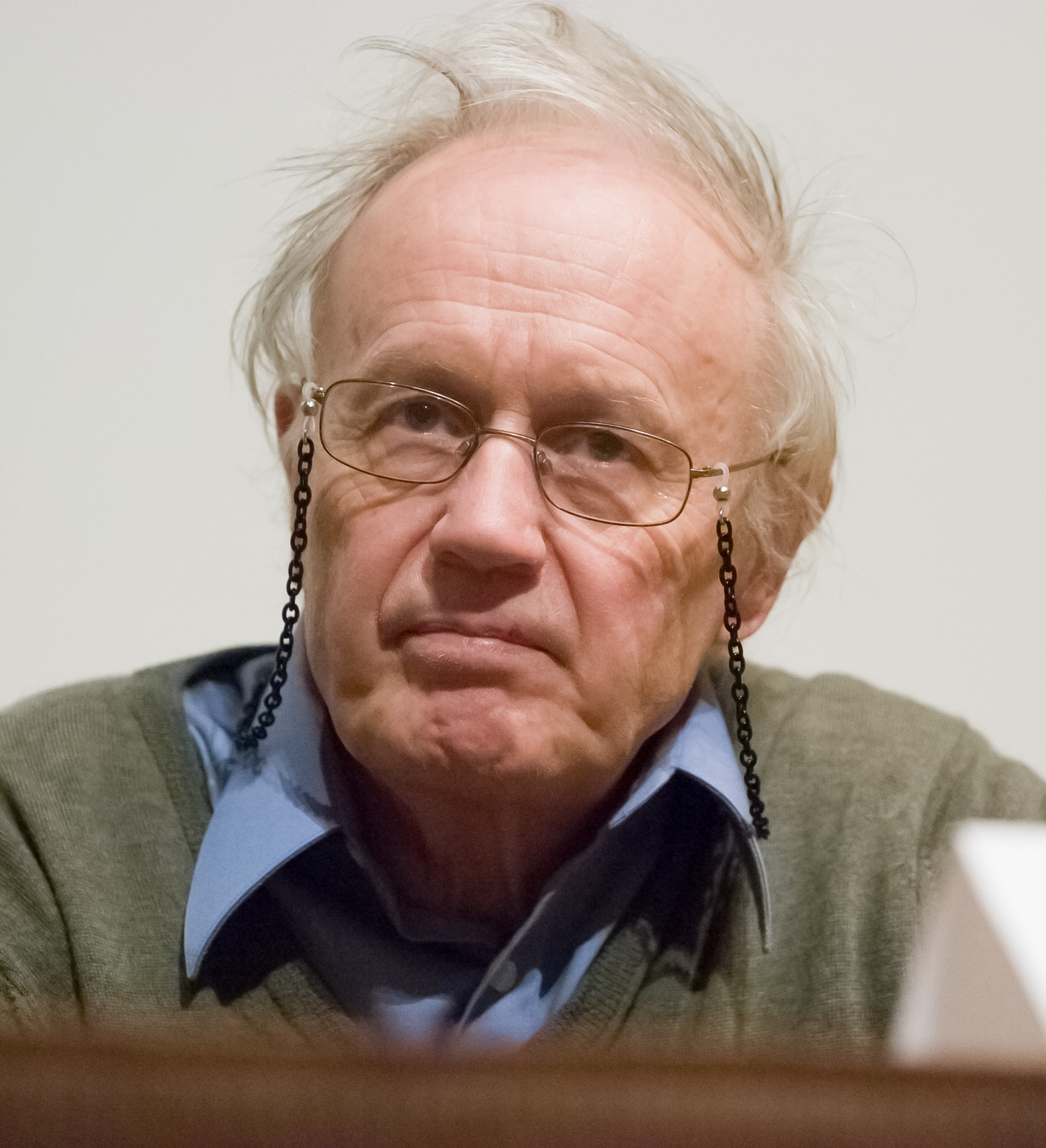
Anthony James Leggett (* 1938)

- 1938: Anthony James Leggett, britischer Physiker, Nobelpreisträger
- 1938: Manuel Sanchís, spanischer Fußballspieler
- 1939: David Davies, australischer Maler
- 1939: Elmar Frings, deutscher Moderner Fünfkämpfer
- 1939: Wolfgang Mittmann, deutscher Autor
- 1939: Jens Reich, deutscher Wissenschaftler
- 1940: Peter Adler, deutscher Politiker, MdL
- 1940: James Caan, US-amerikanischer Schauspieler
- 1940: Nancy Pelosi, US-amerikanische Politikerin, Mitglied und Sprecherin des Repräsentantenhauses
- 1941: Richard Dawkins, englischer Zoologe, Ethologe und Evolutionsbiologe
- 1941: Lella Lombardi, italienische Automobilrennfahrerin
- 1941: Gérald Rigolet, Schweizer Eishockeytorwart
- 1942: Alfred Kieser, deutscher Professor
- 1942: Erica Jong, US-amerikanische Schriftstellerin
- 1942: François Léotard, französischer Politiker, Minister
- 1942: Jakob Tischhauser, Schweizer Skirennfahrer
- 1943: Bob Woodward, US-amerikanischer Journalist

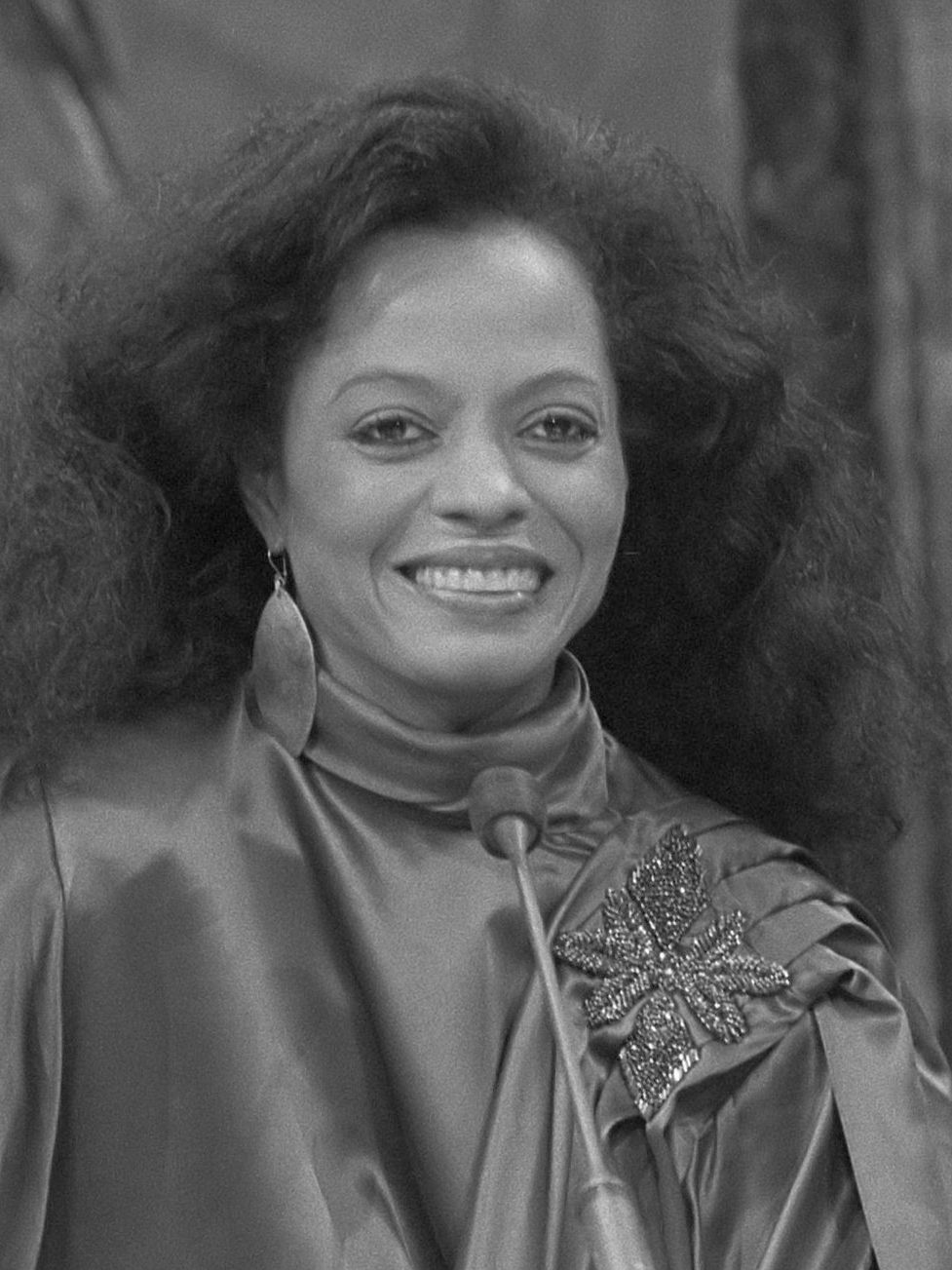
Diana Ross (* 1944)

- 1944: Diana Ross, US-amerikanische Sängerin
- 1944: Reinhold Andert, deutscher Liedermacher und Autor
- 1945: Heinz-Josef Durstewitz, deutscher Priester, Vertreter der katholischen Oppositionsbewegung in der DDR
- 1945: Joachim Hörster, deutscher Politiker, MdL, MdB
- 1945: Eugenio Lazzarini, italienischer Motorradrennfahrer
- 1945: Michail Jakowlewitsch Woronin, sowjetischer Kunstturner, Weltmeister, Olympiasieger
- 1945: Paul Bérenger, mauritischer Politiker, Minister, Premierminister
- 1945: Enrico Paolini, italienischer Radrennfahrer
- 1945: Adriano Pappalardo, italienischer Cantautore und Schauspieler
- 1946: Ljudmila Jewgenjewna Titowa, sowjetisch-russische Eisschnellläuferin, Weltmeisterin, Olympiasiegerin
- 1947: Yōjirō Terada, japanischer Autorennfahrer
- 1948: David Anear, australischer Bogenschütze
- 1948: Bärbel Kramer, deutsche Papyrologin
- 1948: Chung Kyung-wha, südkoreanische Violinistin
- 1948: Peter Neumann, deutscher Motorradrennfahrer
- 1948: Steven Tyler, US-amerikanischer Rocksänger (Aerosmith)
- 1949: Uwe Beckmeyer, deutscher Politiker, MdBB, Senator, MdB, Parlamentarischer Staatssekretär
- 1949: Bärbel Dieckmann, deutsche Politikerin, Oberbürgermeisterin von Bonn
- 1949: Giuseppe Sabadini, italienischer Fußballspieler und -trainer
- 1949: Patrick Süskind, deutscher Schriftsteller
- 1949: Rainer Thiel, deutscher Fußballspieler
- 1950: Peter Paul Ahrens, deutscher Kommunalpolitiker
- 1950: Reinhold Bilgeri, österreichischer Musiker, Literat, Drehbuchautor und Filmemacher
- 1950: Alan Silvestri, US-amerikanischer Komponist
- 1950: Martin Short, kanadischer Schauspieler, Drehbuchautor und Produzent

#### 1951–1975
- 1951: Detlef Bayer, deutscher Jurist, Richter am Bundesverwaltungsgericht
- 1951: Rupert Gottfried Frieberger, österreichischer Organist, Komponist, Musikwissenschaftler und Theologe
- 1951: Klaus Hoffmann, deutscher Liedermacher und Schauspieler
- 1951: Carl Edwin Wieman, US-amerikanischer Physiker, Nobelpreisträger
- 1952: Yoshitaka Amano, japanischer Künstler
- 1952: David Amess, britischer Politiker
- 1952: Peter Augar, deutscher Fußballschiedsrichter
- 1952: Bodo Henkel, deutscher Moderator und Synchronsprecher
- 1952: Franz Hiesl, österreichischer Politiker, LAbg
- 1952: Didier Pironi, französischer Rennfahrer
- 1952: Pavol Szikora, tschechoslowakischer Geher
- 1953: Stefan Armbruster, deutscher Ruderer
- 1953: Elaine Chao, US-amerikanische Politikerin taiwanesischer Herkunft, Ministerin
- 1953: Michele Ferrari, italienischer Sportarzt
- 1953: Bernhard Foelkel, deutscher Ruderer
- 1953: Harald Jähner, deutscher Journalist und Autor
- 1953: Tatjana Petrowna Prowidochina, russische Leichtathletin, Olympiamedaillengewinnerin

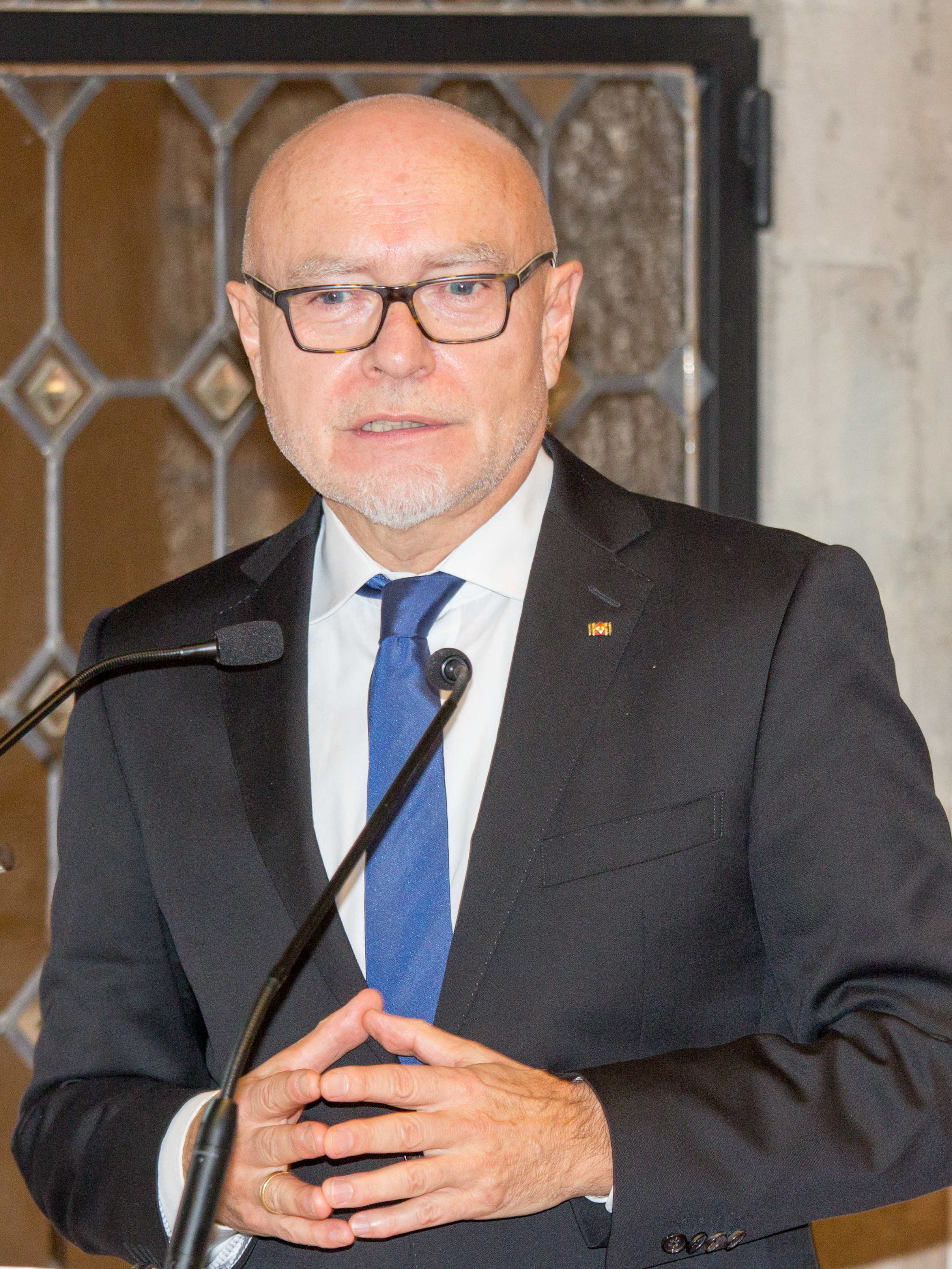
Udo Di Fabio (* 1954)

- 1954: Udo Di Fabio, deutscher Jurist, Richter des Bundesverfassungsgerichts
- 1954: Jutta Speidel, deutsche Schauspielerin
- 1955: Verena Butalikakis, deutsche Politikerin, MdA, MdB
- 1955: Dean Dillon, US-amerikanischer Country-Sänger
- 1955: Ale Möller, schwedischer Multiinstrumentalist, Folk- und Weltmusiker und Komponist
- 1955: Ingo Wolf, deutscher Politiker, MdL, Landesminister
- 1956: Barbara Borchardt, deutsche Politikerin (MdL)
- 1956: Charly McClain, US-amerikanische Country-Sängerin
- 1956: Matthias Rüfenacht, Schweizer Schachspieler, Großmeister
- 1957: Aktan Abdykalykow, kirgisischer Regisseur
- 1957: Oliver Hirschbiegel, deutscher Regisseur
- 1957: Dorrit Klotzbücher, deutsche Juristin, Präsidentin des Sächsischen Landessozialgerichts
- 1957: Paul Morley, britischer Musikjournalist
- 1957: Manfred Wolf, deutsch-kanadischer Eishockeyspieler
- 1958: Elio de Angelis, italienischer Automobilrennfahrer
- 1958: Alar Karis, estnischer Biologe und Politiker, Staatspräsident
- 1959: Axel Berg, deutscher Politiker, MdB
- 1959: Catherine Keener, US-amerikanische Schauspielerin
- 1959: Harry Pflügl, deutscher Eishockeyspieler
- 1959: Siegfried Roch, deutscher Handballspieler und -trainer, Olympiamedaillengewinner
- 1959: Michael Peschke, deutscher Schriftsteller und Dramatiker
- 1960: Jennifer Grey, US-amerikanische Schauspielerin
- 1960: Jon Huntsman jr., US-amerikanischer Politiker und Diplomat, Gouverneur von Utah, Botschafter in China und Russland
- 1960: Ray Kaczynski, US-amerikanischer Komponist und Schlagzeuger
- 1960: Øystein Mæland, norwegischer Mediziner und Politiker
- 1960: Katharina Meinecke, deutsche Schauspielerin
- 1960: Allan Peiper, australischer Radrennfahrer

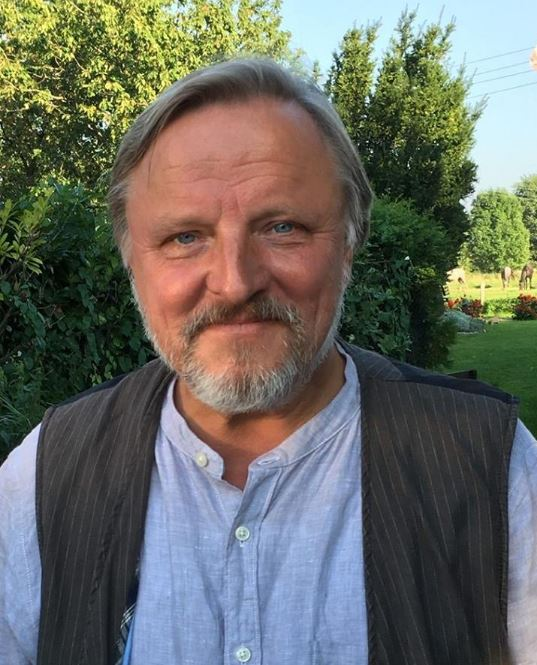
Axel Prahl (* 1960)

- 1960: Axel Prahl, deutscher Filmschauspieler
- 1961: Susanne Daubner, deutsche Nachrichtensprecherin
- 1961: Martina Uhr, deutsche Politikerin
- 1962: Călin Georgescu, rumänischer Politiker
- 1962: Juri Pawlowitsch Gidsenko, russischer Kosmonaut
- 1962: Falko Götz, deutscher Fußballspieler und -trainer
- 1962: John Stockton, US-amerikanischer Basketballspieler, Olympiasieger
- 1963: Stefan Appelius, deutscher Politikwissenschaftler, Hochschullehrer und Publizist
- 1963: Hans Leijtens, niederländischer Offizier und Verwaltungsbeamter
- 1964: Todd Barry, US-amerikanischer Stand-up-Comedian, Schauspieler und Synchronsprecher
- 1964: Wolfgang Gottfried Buchmüller, deutsch-österreichischer Ordenspriester und Theologe
- 1964: Martin Donnelly, nordirischer Automobilrennfahrer
- 1964: Michael Frontzeck, deutscher Fußballspieler und -trainer
- 1964: Lydia Hüskens, deutsche Politikerin, MdL, Landesministerin
- 1964: Jörg Junhold, deutscher Tierarzt und Zoodirektor, Präsident des Verbandes der Zoologischen Gärten
- 1964: Staffan Olsson, schwedischer Handballspieler und -trainer, Weltmeister, Olympiamedaillengewinner
- 1964: Tilman Repgen, deutscher Privatrechtler und Rechtshistoriker
- 1964: Ulf Samuelsson, schwedischer Eishockeyspieler und -trainer
- 1964: Ulrich Spiesshofer, deutsch-schweizerischer Manager
- 1964: Ed Wasser, US-amerikanischer Schauspieler
- 1965: Martin Apeltauer, österreichischer Politiker, LAbg
- 1965: Violeta Szekely, rumänische Leichtathletin, Olympiamedaillengewinnerin
- 1965ː Gita Tost, deutsche Autorin, Liedermacherin sowie feministische und lesbische Aktivistin
- 1966: Bengt Gingsjö, schwedischer Schwimmer
- 1966: Michael Imperioli, US-amerikanischer Schauspieler
- 1966: Nick Wirth, britischer Konstrukteur und Aerodynamiker
- 1967: Andrew Mast, US-amerikanischer Dirigent und Musikpädagoge
- 1967: Michael Rowitz, deutscher Regisseur
- 1967: Peter Schöttel, österreichischer Fußballspieler, -trainer und -funktionär
- 1968: Laurent Brochard, französischer Radrennfahrer
- 1968: Kenny Chesney, US-amerikanischer Countrysänger
- 1968: Liza da Costa, portugiesische Sängerin und Komponistin
- 1968: Alessio Galletti, italienischer Radrennfahrer
- 1968: James Iha, US-amerikanischer Musiker (Smashing Pumpkins)
- 1968: Jutta Müller, deutsche Windsurferin, Weltmeisterin
- 1969: Gudrun Kadereit, deutsche Botanikerin und Hochschullehrerin
- 1969: Mahsun Kırmızıgül, türkischer Sänger
- 1970: Marie Lindgren, schwedische Freestyle-Skierin, Olympiamedaillengewinnerin

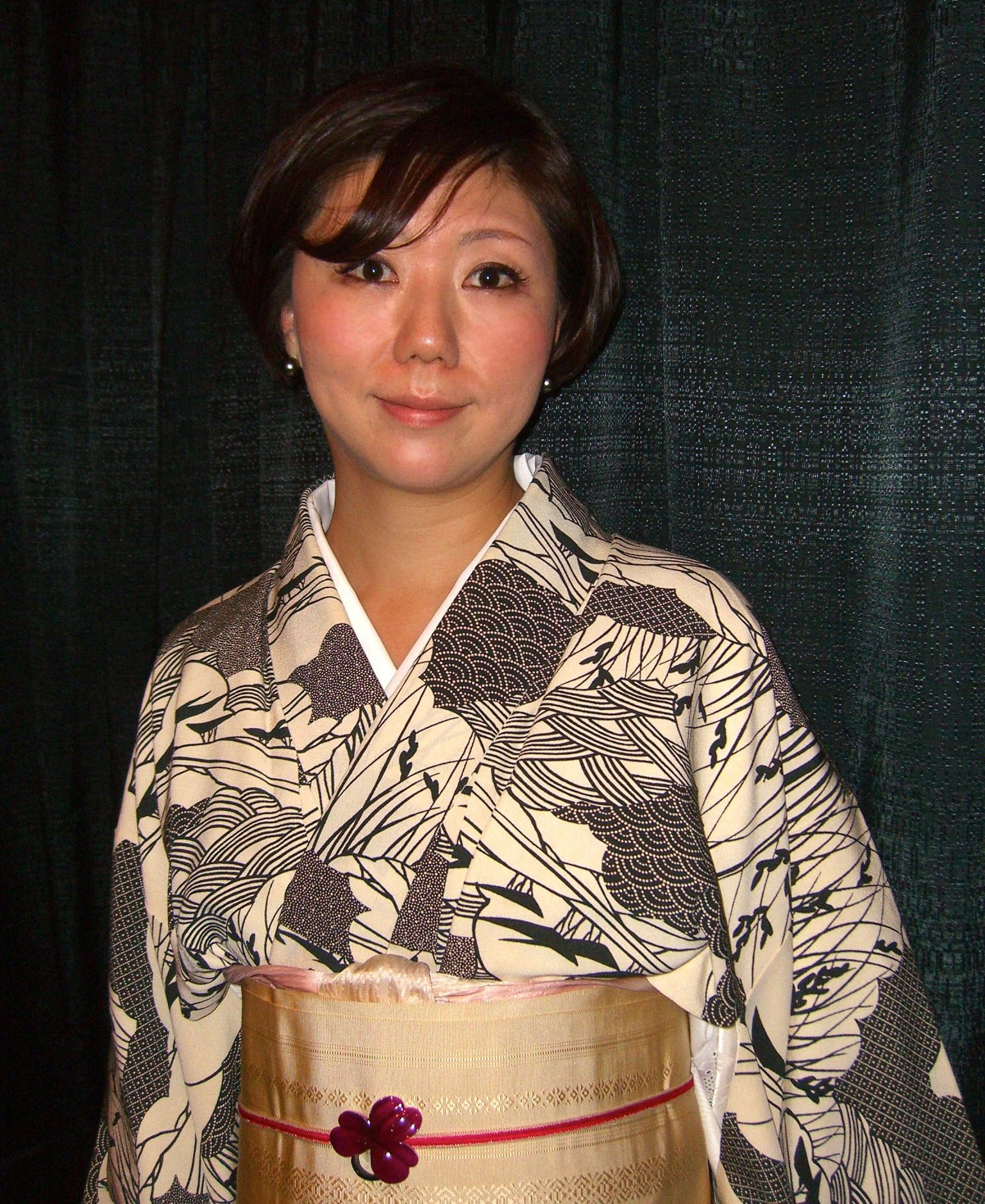
Moyocco Anno (* 1971)

- 1971: Moyoco Anno, japanische Manga-Zeichnerin
- 1972: Tor Graves, thailändischer Autorennfahrer
- 1972: Trevor Kidd, kanadischer Eishockeyspieler
- 1972: Thilo Michler, deutscher Kommunalpolitiker
- 1972: Christoph Ulrich, Schweizer Autorennfahrer
- 1973: Sébastien Charpentier, französischer Motorradrennfahrer
- 1973: Bård Hoksrud, norwegischer Politiker, Minister
- 1973: T. R. Knight, US-amerikanischer Schauspieler
- 1973: Larry Page, US-amerikanischer Informatiker, Mitbegründer von Google
- 1973: Gregor Pötscher, österreichischer Fußballspieler
- 1974: Søren Haagen, dänischer Handballspieler und -trainer
- 1974: Mike Rietpietsch, deutscher Fußballspieler
- 1974: Christina Surer, Schweizer Rennfahrerin, Fernsehmoderatorin und Model
- 1974: Taribo West, nigerianischer Fußballspieler
- 1975: Sandra Corzilius, deutsche Schauspielerin
- 1975: Yvonne Ransbach, deutsche Fernsehmoderatorin
- 1975: Russel Roman, palauischer Leichtathlet

#### 1976–2000
- 1976: Bettina Galvagni, italienische Schriftstellerin
- 1976: Amy Smart, US-amerikanische Schauspielerin
- 1976: Óscar Sonejee, andorranischer Fußballspieler
- 1976: Alex Varas, chilenischer Fußballspieler
- 1976: Nurgül Yeşilçay, türkische Schauspielerin
- 1977: Bianca Kajlich, US-amerikanische Schauspielerin
- 1977: Morgan De Sanctis, italienischer Fußballspieler
- 1978: Birgit Bessin, deutsche Politikerin
- 1978: Ron van der Hoff, niederländischer Bogenschütze
- 1978: Sandra Romain, rumänische Pornodarstellerin
- 1979: Martin Kaps, deutscher Schauspieler
- 1979: Pavol Novák, slowakischer Biathlet
- 1979: Nacho Novo, spanischer Fußballspieler
- 1979: Manuel Rubey, österreichischer Sänger und Schauspieler
- 1979: Hiromi Uehara, japanische Jazz-Pianistin und Komponistin
- 1980: Khalid Ali Al Thani, emiratischer Straßenradrennfahrer
- 1980: Marianne Andersen, norwegische Orientierungsläuferin, Weltmeisterin
- 1980: Krys Barch, kanadischer Eishockeyspieler
- 1980: Eva-Maria Grein von Friedl, deutsche Schauspielerin und Musicaldarstellerin
- 1980: Pascal Hens, deutscher Handballspieler, Weltmeister
- 1980: Lisa Oldenhof, australische Kanutin, Olympiamedaillengewinnerin
- 1980: Darryl O’Young, chinesischer Rennfahrer
- 1981: Maximilian Arland, deutscher Musiker und Moderator
- 1981: Massimo Donati, italienischer Fußballspieler
- 1981: Floriana Lima, US-amerikanische Schauspielerin
- 1981: T-Rock, US-amerikanischer Rapper
- 1982: Joe Anderson, britischer Schauspieler
- 1982: Johannes Bredl, deutscher Skilangläufer
- 1982: Stanislav Angelovič, slowakischer Fußballspieler
- 1982: Andreas Hinkel, deutscher Fußballspieler
- 1982: Marcus Hock, deutscher Handballspieler
- 1982: J-five, US-amerikanischer Rapper
- 1982: Nate Kaeding, US-amerikanischer American-Football-Spieler
- 1982: Maja Maneiro, deutsche Schauspielerin
- 1982: Michael Tschuggnall, österreichischer Pop-Sänger
- 1983: Toni Elías, spanischer Motorradrennfahrer
- 1984: Graeme Holmes, schottischer Fußballspieler
- 1984: Eric Klotzsch, deutscher Schauspieler
- 1984: Justice Majabvi, simbabwischer Fußballspieler
- 1984: Felix Neureuther, deutscher Skirennläufer, Weltmeister
- 1985: Jonathan Groff, US-amerikanischer Schauspieler

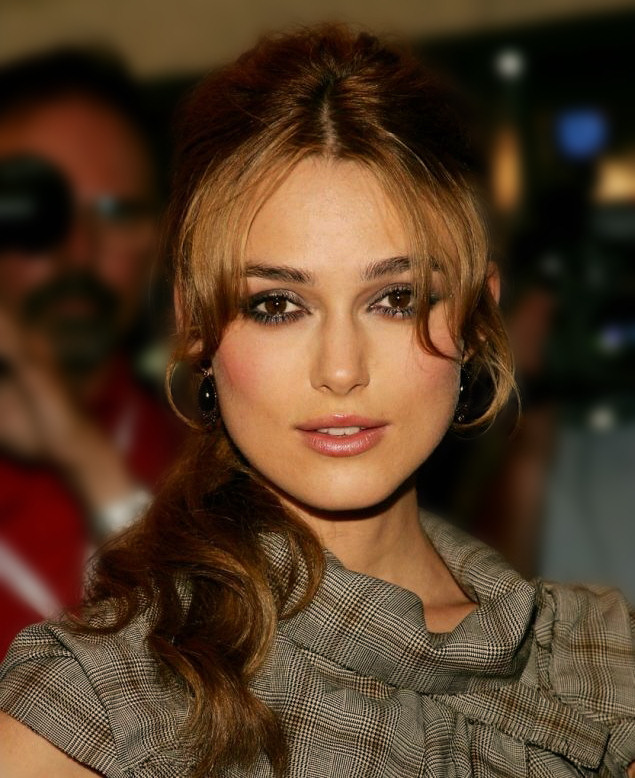
Keira Knightley (* 1985)

- 1985: Keira Knightley, britische Schauspielerin
- 1985: Martin Lukeman, englischer Dartspieler
- 1985: Sina Wilke, deutsche Schauspielerin
- 1986: Zekiros Adanech, äthiopische Marathonläuferin
- 1986: Sinja Dieks, deutsche Schauspielerin
- 1987: Robert Åhman-Persson, schwedischer Fußballspieler
- 1987: Matteo Ardemagni, italienischer Fußballspieler
- 1987: Steven Fletcher, schottischer Fußballspieler
- 1987: David Mullikas, deutsch-estnischer Schauspieler
- 1987: Mareen von Römer, deutsche Volleyballspielerin
- 1988: Marcel Appiah, deutsch-ghanaischer Fußballspieler
- 1988: Valentin Bay, Schweizer Handballspieler
- 1988: Friederike Lütz, deutsche Handballspielerin
- 1989: Simon Kjær, dänischer Fußballspieler
- 1990: Hanno Behrens, deutscher Fußballspieler
- 1990: Choi Woo-shik, südkoreanischer Schauspieler
- 1991: Victoria Bieneck, deutsche Volleyballspielerin
- 1991: Ryan Cullen, irisch-zypriotischer Automobilrennfahrer
- 1991: Thomas Meißner, deutscher Fußballspieler
- 1991: Andrei Nikolajewitsch Sergejew, russischer Eishockeyspieler
- 1991: Marcel Sökler, deutscher Fußballspieler
- 1992: Christine Aulenbrock, deutsche Volleyball- und Beachvolleyballspielerin
- 1992: Haley Ramm, US-amerikanische Schauspielerin
- 1993: Suci Rizky Andini, indonesische Badmintonspielerin
- 1993: Selina Shirin Müller, deutsche Sängerin und Schauspielerin
- 1993: Johannes Vetter, deutscher Leichtathlet, Weltmeister
- 1994: Mihaela-Veronica Foișor, rumänische Schachspielerin
- 2000: Nina Derwael, belgische Turnerin

### 21. Jahrhundert
- 2000: Emily Schöpf, österreichische Skirennläuferin
- 2003: Bhad Bhabie, US-amerikanische Rapperin
- 2004: Matěj Švancer, tschechisch-österreichischer Freestyle-Skier

## Gestorben

### Vor dem 16. Jahrhundert
- 0809: Liudger, Bischof von Münster
- 0877: Bertha, Tochter Ludwigs des Deutschen, Äbtissin von Fraumünster
- 0903: Sugawara no Michizane, japanischer Gelehrter, Poet und Politiker
- 0922: Al-Hallādsch, islamischer Mystiker
- 0983: Adud ad-Daula, Herrscher aus der Dynastie der schiitischen Buyiden
- 1000: Bardschawan, Wesir der Fatimiden
- 1091: Wallada bint al-Mustakfi, andalusische Prinzessin und Poetin
- 1130: Sigurd I., König von Norwegen
- 1191: Agnes von Loon, Herzogin von Bayern und Pfalzgräfin von Wittelsbach
- 1211: Sancho I., König von Portugal
- 1238: Heinrich I. von Köln, Erzbischof von Köln
- 1276: Margarete von Henneberg, Gräfin
- 1277: Albert von Mußbach, adeliger Domherr in Speyer und Worms
- 1279: Hildebrand von Möhren, Fürstbischof von Eichstätt
- 1290: John Kirkby, englischer Beamter und Geistlicher, Bischof von Ely
- 1303: Otto IV., Pfalzgraf von Burgund
- 1324: Maria von Luxemburg, Königin von Frankreich
- 1326: Alessandra Giliani, Anatomin oder Pathologin
- 1350: Alfons XI., König von Kastilien und León
- 1371: Nikolaus von Laun, Weihbischof in Regensburg
- 1375: Peter von Oppeln, Bischof von Lebus und Kanzler der Mark Brandenburg
- 1402: David Stewart, 1. Duke of Rothesay, schottischer Thronanwärter
- 1405: Antonia Visconti, Gräfin von Württemberg
- 1410: Matěj z Knína, tschechischer Vertreter der Hussiten
- 1437: Walter Stewart, 1. Earl of Atholl, schottischer Adeliger

### 16. bis 18. Jahrhundert
- 1501: Dietrich Basedow, Lübecker Ratsherr, Kaufmann und Mitglied der Zirkelgesellschaft
- 1517: Heinrich Isaac, frankoflämischer Komponist und Sänger
- 1534: Gabriel de Gramont, Bischof von Tarbes, Erzbischof von Toulouse und Kardinal
- 1560: Peter Hegemon, deutscher lutherischer Theologe und Reformator
- 1579: Christoph von Lamberg, Bischof von Seckau
- 1597: Theophanes I. Karykes , Patriarch von Konstantinopel
- 1605: Jakob Ayrer, deutscher Schriftsteller
- 1627: Simon VII. zur Lippe, Landesherr der reformierten Grafschaft Lippe

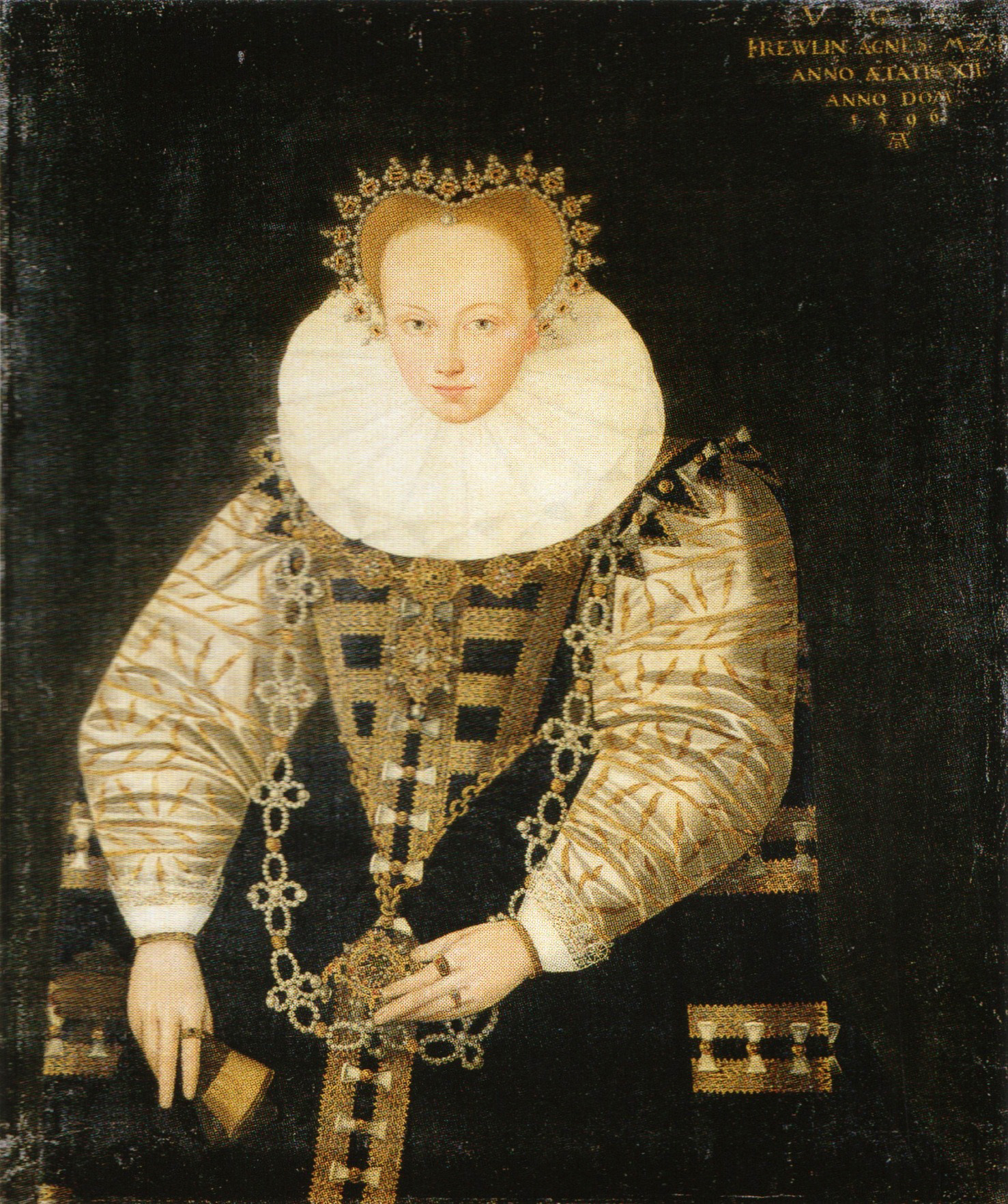
Agnes von Brandenburg († 1629)

- 1629: Agnes von Brandenburg, Prinzessin von Brandenburg, Herzogin von Pommern und Herzogin von Sachsen-Lauenburg
- 1649: John Winthrop, englischer Puritaner und Gouverneur
- 1657: Jacob van Eyck, niederländischer Musiker
- 1665: Johannes Ardüser, schweizerischer Mathematiker und Festungsingenieur
- 1672: Anna Persauter, Opfer der Hexenverfolgung in Saulgau
- 1675: Ernst I. von Sachsen-Gotha, Sohn von Herzog Johann III. von Sachsen-Weimar
- 1676ː Johanna Beatrix von Dietrichstein, Fürstin von Liechtenstein
- 1679: John Leverett, Gouverneur der englischen Massachusetts Bay Colony
- 1685: Go-Sai, 111. Kaiser von Japan
- 1689: Gabriel Milan, dänischer Militär, Kaufmann und Gouverneur von Dänisch-Westindien
- 1700: Heinrich Meibom, deutscher Mediziner und Gelehrter
- 1713: Paul I. Esterházy de Galantha, ungarischer Magnat und kaiserlicher Feldmarschall
- 1716: Johann Friedrich Gleditsch, deutscher Verlagsbuchhändler
- 1717: Johann Christoph Koch von Gailenbach, Augsburger Patrizier und Kaufmann
- 1722: Johann Michael von Althann, österreichischer Adeliger und Vertreter der „spanischen Partei“ am Wiener Hof
- 1722: Charles Eden, britischer Kolonialgouverneur von North Carolina
- 1726: John Vanbrugh, englischer Architekt und Dramatiker
- 1732: Friedrich, Erbprinz von Baden-Durlach
- 1735: Jane Colman Turell, neuenglische Dichterin
- 1737: Johann Hagenbusch, deutscher Bibliothekar
- 1762: Johann Peter Ernst Rohrer, Baumeister
- 1771: Karl O’Donnell, Graf von Tyrconnel
- 1776: Samuel Ward, Gouverneur der Colony of Rhode Island and Providence Plantations
- 1783: Anna Rosina de Gasc, deutsche Porträtmalerin
- 1784: Samuel Engel, Schweizer Bibliothekar, Geograph, Politiker, Philanthrop und Ökonom
- 1794: Juan Francisco de la Bodega y Quadra, spanischer Marine-Offizier, Seefahrer und Entdecker
- 1797: James Hutton, schottischer Naturforscher und Geologe

### 19. Jahrhundert
- 1804: Wolfgang von Kempelen, deutscher Schriftsteller und Erfinder
- 1814: Joseph-Ignace Guillotin, französischer Arzt und Politiker, Erfinder der Guillotine
- 1817: Kaspar Friedrich Lossius, deutscher Geistlicher, Pädagoge und Schriftsteller
- 1819: Pierre-Maurice Glayre, Schweizer Politiker und Diplomat, Präsident des Helvetischen Direktoriums
- 1820: Charles Blagden, britischer Arzt und Naturforscher
- 1821: Josef Ignác Buček, tschechischer Universitätsprofessor, Autor volkswirtschaftlicher Werke
- 1822: Theodor Grotthuß, lettischer Physiker und Chemiker

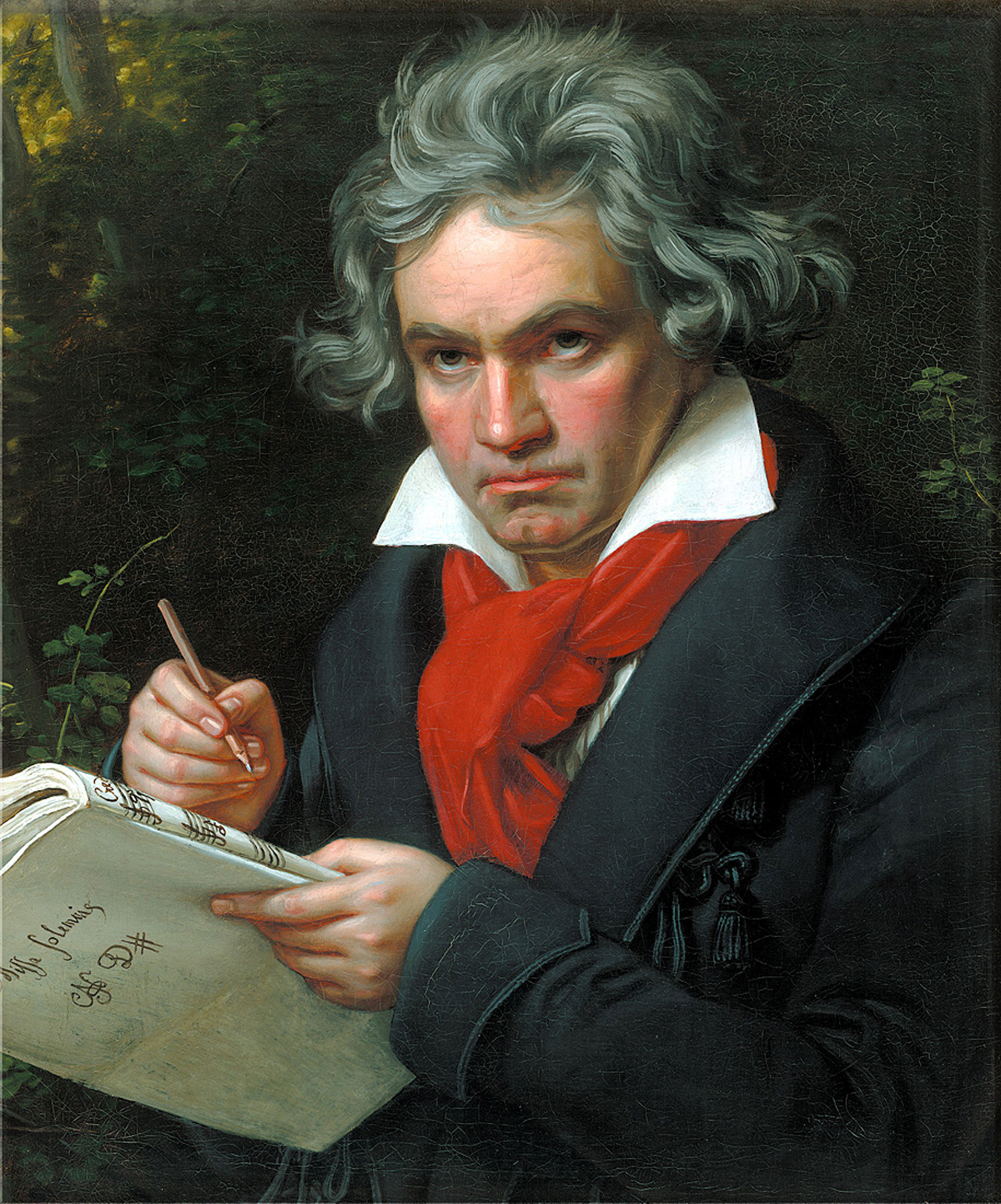
Ludwig van Beethoven († 1827)

- 1827: Ludwig van Beethoven, deutscher Komponist, Vollender der Wiener Klassik und Wegbereiter der Romantik
- 1829: Caroline von Humboldt, Tochter des preußischen Kammerpräsidenten Karl Friedrich von Dacheröden
- 1829: Ludwig Philipp Christian von Türcke, deutscher Jurist, Präsident des Oberlandesgerichts von Sachsen-Meiningen
- 1835: Karl Heinrich von Lang, deutscher Historiker und Publizist
- 1838: William Henry Ashley, US-amerikanischer Pelzhändler, Unternehmer und Politiker, Mitglied des Repräsentantenhauses
- 1838: Andreas Alois Ankwicz von Skarbek-Poslawice, Erzbischof von Lemberg und Prag, Primas von Galizien
- 1850: Samuel Armstrong, US-amerikanischer Politiker, Gouverneur von Massachusetts
- 1850: Wilhelm Ernst Weber, deutscher Pädagoge und Philologe
- 1864: Moritz Daniel Volkmar, deutscher Bankier
- 1870: Charles Green, englischer Aeronautiker
- 1870: Pierre Soulé, US-amerikanischer Politiker, Senator
- 1880: Theodor Hartig, deutscher Forstwissenschaftler, Gründer des Forstgartens Arboretum Riddagshausen
- 1881: Florian Ceynowa, kaschubischer Landwirt und Schriftsteller
- 1887: Johann Heinrich Schäfer, deutscher Orgelbauer
- 1888: Barghasch ibn Said, Sultan von Sansibar
- 1889: Wilhelm von Breithaupt, deutscher Stabsoffizier
- 1892: Walt Whitman, US-amerikanischer Lyriker, Essayist und Journalist (Leaves of Grass)
- 1895: Leopold Kölbl, österreichischer Geologe, Rektor der Ludwig-Maximilians-Universität München
- 1898: William Guybon Atherstone, südafrikanischer Arzt, Paläontologe und Geologe
- 1900: Heinrich Theodor Flathe, deutscher Historiker
- 1900: Isaac Mayer Wise, US-amerikanischer Rabbiner

### 20. Jahrhundert

#### 1901–1950

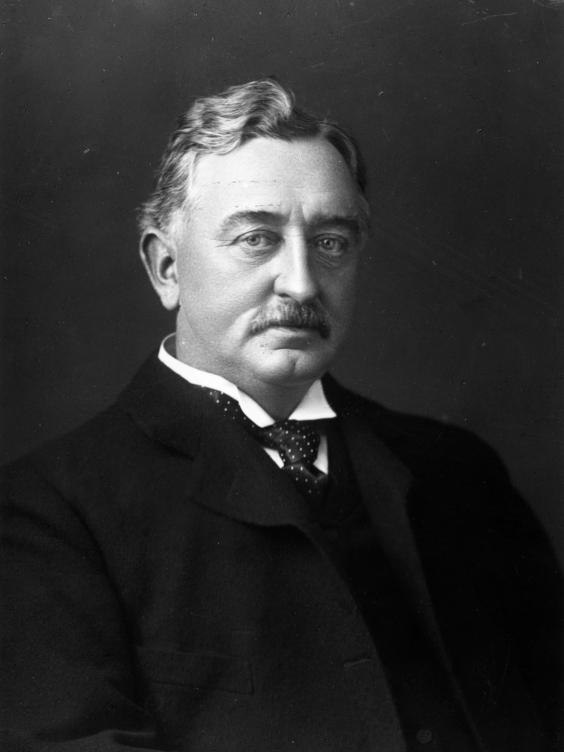
Cecil Rhodes († 1902)

- 1902: Cecil Rhodes, britischer Unternehmer und Politiker, Premierminister der Kapkolonie
- 1905: Amédée Girod, Schweizer Jurist und Politiker

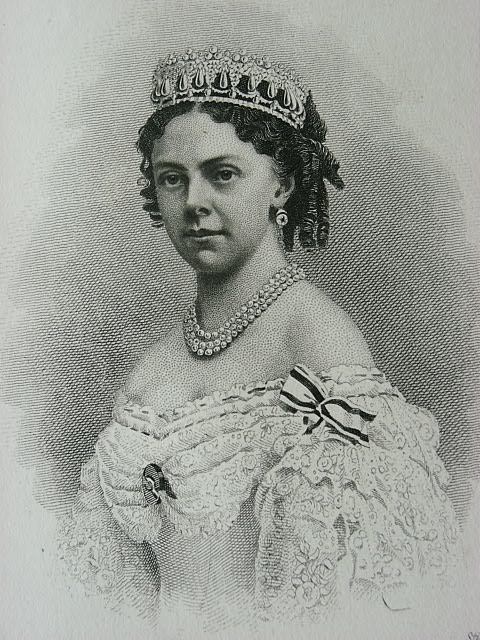
Prinzessin Alexandrine von Preußen († 1906)

- 1906: Alexandrine von Preußen, Herzogin zu Mecklenburg-Schwerin, Prinzessin von Preußen
- 1910: An Chung-gun, koreanischer Panasiatist und Nationalist
- 1910: Auguste Charlois, französischer Astronom
- 1917: Georg Froböß, deutscher Geistlicher

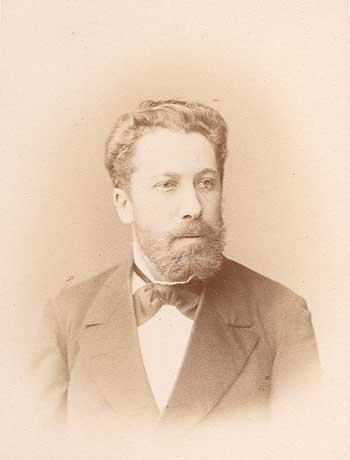
Karl Schlau († 1919)

- 1919: Karl Schlau, livländischer Pfarrer, Märtyrer
- 1919: Edgar Haßmann, lettischer Pfarrer, Märtyrer

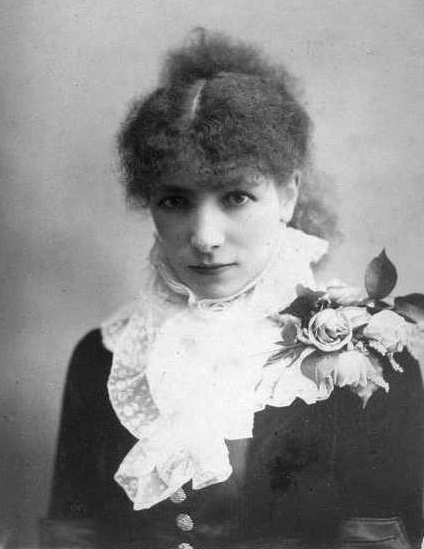
Sarah Bernhardt († 1923)

- 1923: Sarah Bernhardt, französische Theater- und Filmschauspielerin

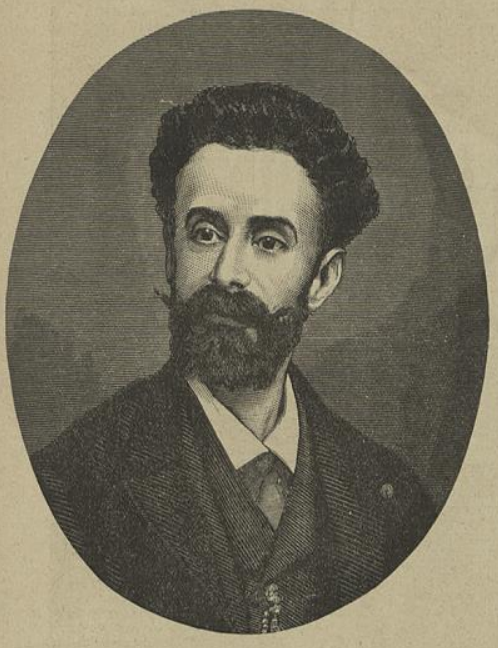
Augusto Machado († 1924)

- 1924: Augusto Machado, portugiesischer Komponist

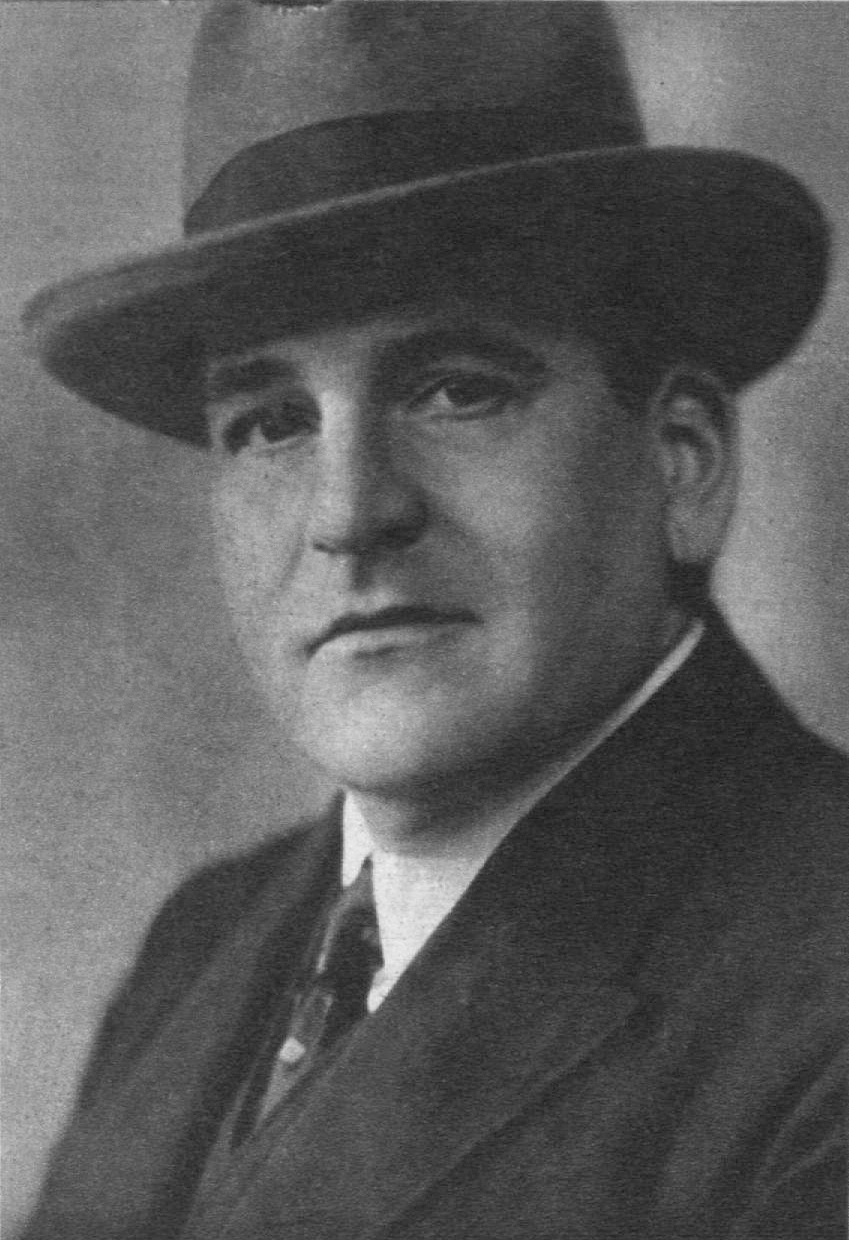
Hugo Bettauer († 1925)

- 1925: Hugo Bettauer, österreichischer Schriftsteller
- 1926: Constantin Fehrenbach, deutscher Politiker, MdR, Reichstagspräsident, Präsident der Weimarer Nationalversammlung, Reichskanzler
- 1926: Franz Kneisel, US-amerikanischer Bratschist und Musikpädagoge rumänischer Herkunft
- 1929: Aurelio Galli, italienischer Geistlicher, Kardinal
- 1931: Otto Keller, deutscher Komponist und schwäbischer Mundartdichter
- 1934: Franz Josef Swoboda, österreichischer Orgelbauer
- 1935: Yosano Tekkan, japanischer Lyriker und Literaturkritiker
- 1936: Adolf II., Fürst zu Schaumburg-Lippe
- 1940: Wilhelm Anderson, deutsch-baltischer Astrophysiker
- 1940: Helene Böhlau, deutsche Schriftstellerin
- 1940: Juli Michailowitsch Schokalski, russischer Ozeanograf
- 1940: Spyridon Louis, griechischer Leichtathlet, erster Olympiasieger im Marathonlauf
- 1942: Joseph Carlebach, deutscher Rabbiner, Naturwissenschaftler und Schriftsteller
- 1942: Alice Haarburger, deutsche Malerin und NS-Opfer
- 1943: Eugen Engel, deutsch-jüdischer Komponist
- 1944: Alice Gurschner (Pseudonym: Paul Althof), österreichische Schriftstellerin und Feuilletonistin
- 1945: David Lloyd George, britischer Politiker, Premierminister
- 1946: Alexandru Zirra, rumänischer Komponist

#### 1951–2000
- 1954: Ferdinand Hardekopf, deutscher Journalist, Schriftsteller, Lyriker und Übersetzer
- 1957: Édouard Herriot, französischer Regierungschef
- 1957: Joseph Chavée, belgischer Autorennfahrer
- 1957: Max Ophüls, deutscher Filmregisseur
- 1958: Hans Wacker, deutscher Maler

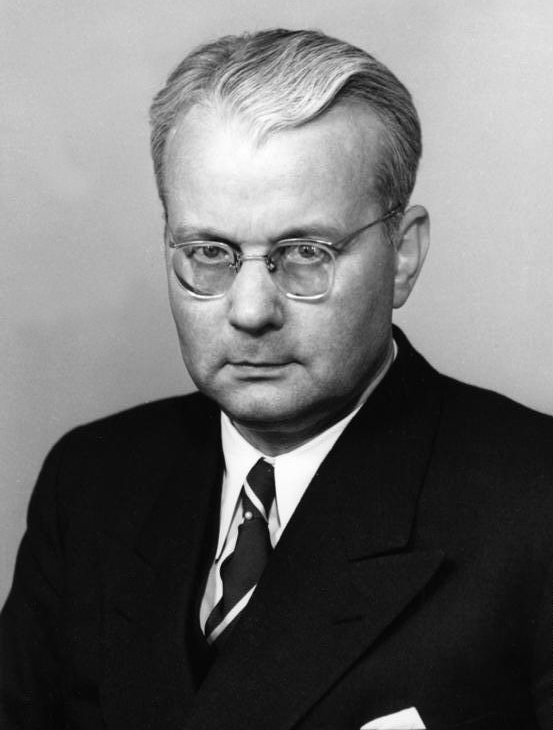
Franz Blücher († 1959)

- 1959: Franz Blücher, deutscher Bundesminister
- 1959: Raymond Chandler, US-amerikanischer Krimi-Schriftsteller
- 1963: Arno Arnold, deutscher Arzt, Internist und Sportmediziner
- 1964: Wilhelm Bader junior, deutscher Orgelbauer
- 1967: Ervin Šinko, ungarischer Schriftsteller und Professor
- 1969: B. Traven, deutschsprachiger Schriftsteller
- 1969: Günther Weisenborn, deutscher Schriftsteller
- 1970: Fritz Ascher, deutscher Expressionist
- 1971: Georgi Wassiljewitsch Afanassjew, belarussischer Schachkomponist
- 1971: Josef Hermann Dufhues, deutscher Politiker
- 1973: Əhməd Bakıxanov, aserbaidschanischer Tarspieler und Musikpädagoge
- 1973: Noël Coward, britischer Dramatiker und Komponist, Regisseur und Schauspieler
- 1973: Hans Kahrmann, deutscher Motorradrennfahrer
- 1974: Werner Kohlmeyer, deutscher Fußballspieler
- 1975: Herbert Warnke, deutscher Politiker, MdR, Vorsitzender des FDGB, Mitglied des Politbüros des ZK der SED
- 1976: Ernst Albrecht, deutscher Fußballspieler
- 1977: Hedwig Porschütz, deutsche Widerstandskämpferin, Gerechte unter den Völkern
- 1977: Frank Thorolfson, kanadischer Pianist, Dirigent, Musikpädagoge und Komponist
- 1978: Otto Schubert, deutscher Offizier und Tribologe
- 1980: Roland Barthes, französischer Philosoph, Schriftsteller und Literaturkritiker
- 1981: Roger Gauthier, französischer Autorennfahrer
- 1982: Sultan al-Atrasch, syrischer Nationalist und Generalkommandant

Bernhard Deermann († 1982)

- 1982: Bernhard Deermann, deutscher Politiker und Pädagoge
- 1983: Anthony Blunt, britischer Kunsthistoriker, Doppelagent für Großbritannien und die Sowjetunion
- 1984: Ahmed Sékou Touré, guineischer Staatspräsident
- 1985: Anders Cleve, finnischer Schriftsteller
- 1985: Sally Kessler, deutscher Kommunalpolitiker, Überlebender des Holocaust
- 1987: Walter Abel, US-amerikanischer Schauspieler
- 1987: Eugen Jochum, deutscher Dirigent
- 1987: Georg Muche, deutscher Maler
- 1989: Manfred Seipold, deutscher Schauspieler
- 1990: Christian Meyer-Oldenburg, deutscher Science-Fiction-Autor
- 1991: Herbert Dörner, deutscher Fußballspieler
- 1991: Jupp Schmitz, deutscher Unterhaltungskünstler, Schlager- und Krätzchensänger
- 1992: Bruno Cassinari, italienischer Maler

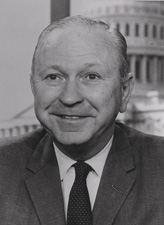
Cale Boggs († 1993)

- 1993: Cale Boggs, US-amerikanischer Politiker
- 1993: Else Bongers, deutsche Schauspiellehrerin, Schauspielerin und Tänzerin
- 1993: Reuben Fine, US-amerikanischer Schachspieler und Psychoanalytiker
- 1993: Hans Leibundgut, Schweizer Forstwissenschaftler

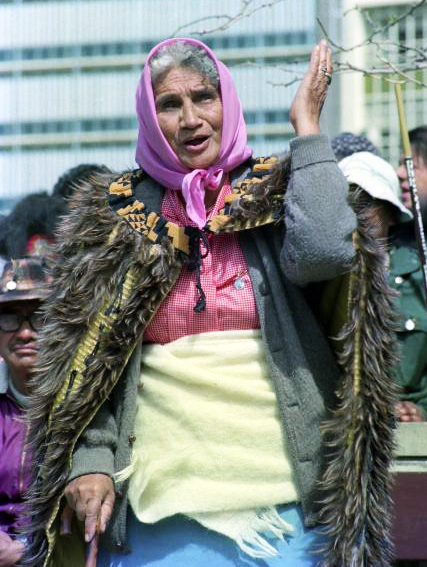
Whina Cooper († 1994)

- 1994: Whina Cooper, maorische Aktivistin, Gründungspräsidentin der Māori Women’s Welfare League
- 1994: Wilhelm Kirschner, rumäniendeutscher Handballspieler
- 1994: Margaret Millar, US-amerikanische Schriftstellerin
- 1995: Eazy-E, US-amerikanischer Rap-Musiker
- 1996: David Packard, Mitbegründer von Hewlett-Packard
- 1996: Käte Strobel, deutsche Politikerin
- 1997: Otto John, erster Präsident des Bundesamts für Verfassungsschutz
- 1998: Tristan Brübach, deutsches Kindermordopfer
- 1999: Hans Geissberger, Schweizer Maler und Bildhauer
- 2000: Alex Comfort, britischer Schriftsteller
- 2000: Karel Thole, niederländischer Grafiker
- 2000: Len Younce, US-amerikanischer American-Football-Spieler
- 2000: Werner Zeyer, deutscher Politiker, Ministerpräsident des Saarlands

### 21. Jahrhundert
- 2001: Fredy Reyna, venezolanischer Cuatrospieler und Musikpädagoge
- 2001: Piotr Sobociński, polnischer Kameramann
- 2002: Randy Castillo, US-amerikanischer Schlagzeuger

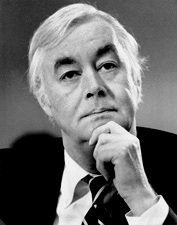
Daniel Patrick Moynihan († 2003)

- 2003: Daniel Patrick Moynihan, US-amerikanischer Politiker
- 2003: Martin Schenkel, Schweizer Schauspieler
- 2003: José Tamayo, spanischer Theaterleiter und -regisseur
- 2003: Herbert Zangs, deutscher Maler und Objektkünstler
- 2004: Heinz Rox-Schulz, deutscher Globetrotter, Abenteurer und Reiseschriftsteller
- 2004: Jan Sterling, US-amerikanische Schauspielerin
- 2005: Gert Augst, deutscher Kirchenmusiker
- 2005: James Callaghan, britischer Politiker, Minister, Premierminister
- 2005: Paul Hester, australischer Popmusiker
- 2005: Achiam, französisch-israelischer Bildhauer
- 2006: Angelo d’Arrigo, italienischer Vogelkundler, Gleitschirm- und Hängegleiterpilot
- 2006: Paul Dana, US-amerikanischer Rennfahrer
- 2006: Nikki Sudden, britischer Musiker und Sänger, Gitarrist und Produzent
- 2007: Beniamino Andreatta, italienischer Ökonom und Politiker, Minister
- 2008: Erwin Wickert, deutscher Diplomat und Autor
- 2009: Shane McConkey, kanadisch-US-amerikanischer Extremskifahrer und Basejumper
- 2010: Carlos Piantini, dominikanischer Geiger und Dirigent

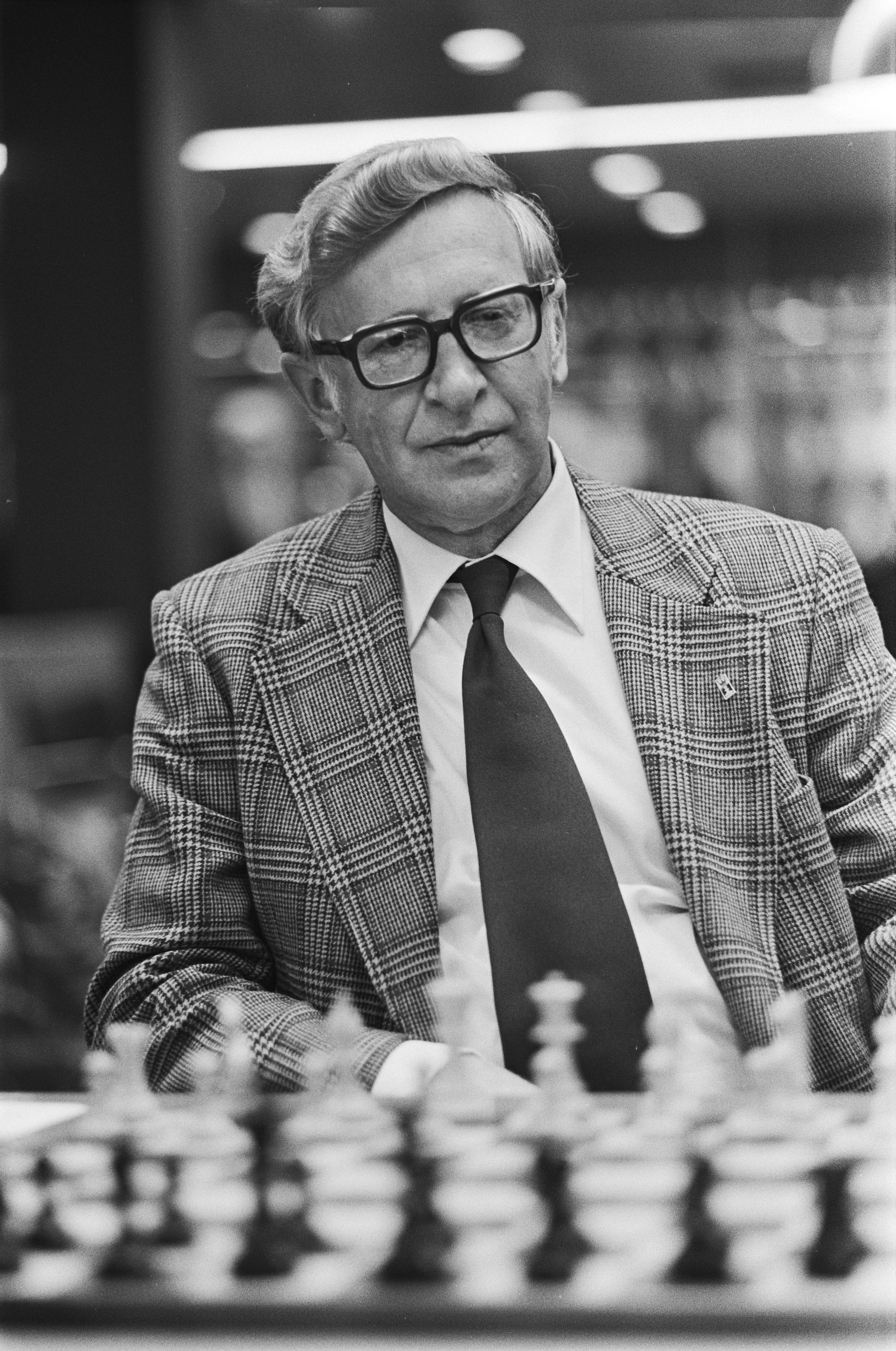
Wassili Smyslow († 2010)

- 2010: Wassili Wassiljewitsch Smyslow, sowjetisch-russischer Schachspieler, Großmeister, Weltmeister
- 2011: Harry Coover, US-amerikanischer Chemiker
- 2011: Geraldine Ferraro, US-amerikanische Politikerin, Mitglied des Repräsentantenhauses
- 2013: Nikolai Jewgenjewitsch Sorokin, russischer Schauspieler, Regisseur und Politiker
- 2014: Karl Otmar von Aretin, deutscher Historiker
- 2014: Gina Pellón, kubanische Künstlerin
- 2015: Karl Moik, österreichischer Fernsehmoderator und Entertainer
- 2015: Tomas Tranströmer, schwedischer Lyriker, Nobelpreisträger
- 2016: David Baker, US-amerikanischer Jazzposaunist, Cellist und Komponist
- 2016: Jim Harrison, US-amerikanischer Schriftsteller
- 2016: Christina Schultheiß, deutsche Bauingenieurin und Präsidentin der Thüringer Landessynode
- 2017: Brian Oldfield, US-amerikanischer Leichtathlet
- 2017: Bernd Thiele, deutscher Fußballspieler
- 2018: Nikolai Kaufman, bulgarischer Musikethnologe, Komponist und Folklorist
- 2018: Hermann Keller, deutscher Pianist und Komponist
- 2018: Christian Minkowitsch, österreichischer Komponist
- 2019: Heinz Winbeck, deutscher Komponist
- 2020: Jennifer Clack, britische Wirbeltier-Paläontologin
- 2020: Michel Hidalgo, französischer Fußballspieler und -trainer
- 2020: Jimmy Wynn, US-amerikanischer Baseballspieler
- 2021: Mike Bell, US-amerikanischer Baseballspieler
- 2021: Peter Smith, britischer Radrennfahrer
- 2022: Tina May, britische Jazzsängerin
- 2023: María Kodama,  argentinische Autorin, Übersetzerin und Literaturprofessorin
- 2023: Ilse Werder, deutsche Journalistin und Autorin
- 2025: Christian Feichtinger, österreichischer Bühnenbildner, Maler, Karikaturist und Cartoonist

## Feier- und Gedenktage
- Kirchliche Gedenktage
  - Hl. Kastulus, römischer Märtyrer und Schutzpatron (katholisch)
  - Hl. Liudger, fränkischer Adeliger, Abt und Missionar, Klostergründer und Bischof (evangelisch, katholisch)
  - Karl Schlau, livländischer Pfarrer und Märtyrer (evangelisch)
- Namenstage
  - Felix, Lara, Larissa, Ludger, Manuel, Manuela

Weitere Einträge enthält die Liste von Gedenk- und Aktionstagen.